# Ventimiglia
Ventimiglia (IPA: /ventiˈmiʎʎa/, Ventemiglia nel dialetto locale intemelio, Vintimiggia in ligure, Vintimille in francese, Ventemilha in occitano, Albintimilium in latino) è un comune italiano di 22 974 abitanti della provincia di Imperia in Liguria.
La città di Ventimiglia, alla quale spesso ci si riferisce come "la porta occidentale d'Italia", "la Città di confine" o "la Porta Fiorita d'Italia", intrattiene forti rapporti economico-sociali con la vicina Costa Azzurra, come testimoniato dai dati relativi al pendolarismo.

## Geografia fisica

### Territorio
La città si sviluppa presso la foce del fiume Roia, a 8 km dalla frontiera francese. Il punto del territorio comunale sito alla maggiore altitudine è il monte Grammondo (1378 m s.l.m.).
Altre vette del territorio ventimigliese sono la punta Renuit (1300 m), la cima Veglia (1159 m), la cima di Bravona (1013 m), la punta Pellegrio (922 m), il monte Grosso (909 m), la cima dell'Arpetta (861 m), il monte Cogorda (838 m), il monte Fuga (786 m), il monte Carpano (772 m), la Testa Maimona (732 m), il monte Erisetta (664 m), il monte Pozzo (570 m), il monte Bellenda (540 m), la cima di Terca (505 m), il monte Magliocca (500 m), il monte Carbone (442 m), la cima di Gavi (440 m).

### Clima
Il clima è di tipo mediterraneo, molto mite, solo occasionalmente disturbato dalla tramontana, un vento che discende dalla valle del Roia.
| Ventimiglia (1971-2000) | Mesi | Mesi | Mesi | Mesi | Mesi | Mesi | Mesi | Mesi | Mesi | Mesi | Mesi | Mesi | Stagioni | Stagioni | Stagioni | Stagioni | Anno |
| Ventimiglia (1971-2000) | Gen  | Feb  | Mar  | Apr  | Mag  | Giu  | Lug  | Ago  | Set  | Ott  | Nov  | Dic  | Inv      | Pri      | Est      | Aut      | Anno |
| ----------------------- | ---- | ---- | ---- | ---- | ---- | ---- | ---- | ---- | ---- | ---- | ---- | ---- | -------- | -------- | -------- | -------- | ---- |
| T. max. media (°C)      | 12,9 | 13,3 | 15,4 | 18,3 | 21,7 | 24,8 | 27,6 | 27,4 | 25,3 | 21,4 | 16,6 | 14,1 | 13,4     | 18,5     | 26,6     | 21,1     | 19,9 |
| T. min. media (°C)      | 5,5  | 5,9  | 7,3  | 9,7  | 13,1 | 16,6 | 19,1 | 18,9 | 16,8 | 13,1 | 9,1  | 6,5  | 6,0      | 10,0     | 18,2     | 13,0     | 11,8 |
| Precipitazioni (mm)     | 61   | 74   | 74   | 67   | 52   | 40   | 18   | 36   | 66   | 110  | 121  | 86   | 221      | 193      | 94       | 297      | 805  |

## Origini del nome
Il toponimo Ventimiglia deriva probabilmente dalla parola ligure Albom "città capoluogo" e dal genitivo plurale del nome etnico Intemeliom, quindi "città capoluogo dei Liguri Intemeli". Le due parole, attraverso la forma latinizzata Album Intimilium (attestata per es. in Plinio il Vecchio), si fusero poi in Albintimilium, con una crasi analoga a quella verificatasi per Albingaunum, l'odierna città di Albenga. In seguito alla deglutinazione di al- iniziale e al conseguente passaggio b>v si giunse a una forma Vintimilium (interpretata per etimologia popolare come Vigintimilium), che nel medioevo divenne infine Vintimilia.
In epoca recente, a causa della toponomastica poco accurata di certi cartelli stradali, che ne abbreviavano arbitrariamente il nome in "XXmiglia", si è diffusa l'erronea credenza che il nome della città derivasse da una distanza stradale, anche perché effettivamente, per una curiosa coincidenza, l'abitato di Ventimiglia dista circa 20 miglia nautiche dalla vicina città francese di Nizza, alla cui contea Ventimiglia è stata storicamente legata. Tuttavia tale teoria popolare sull'origine del nome non ha alcun fondamento storico.

## Storia

### Epoca romana

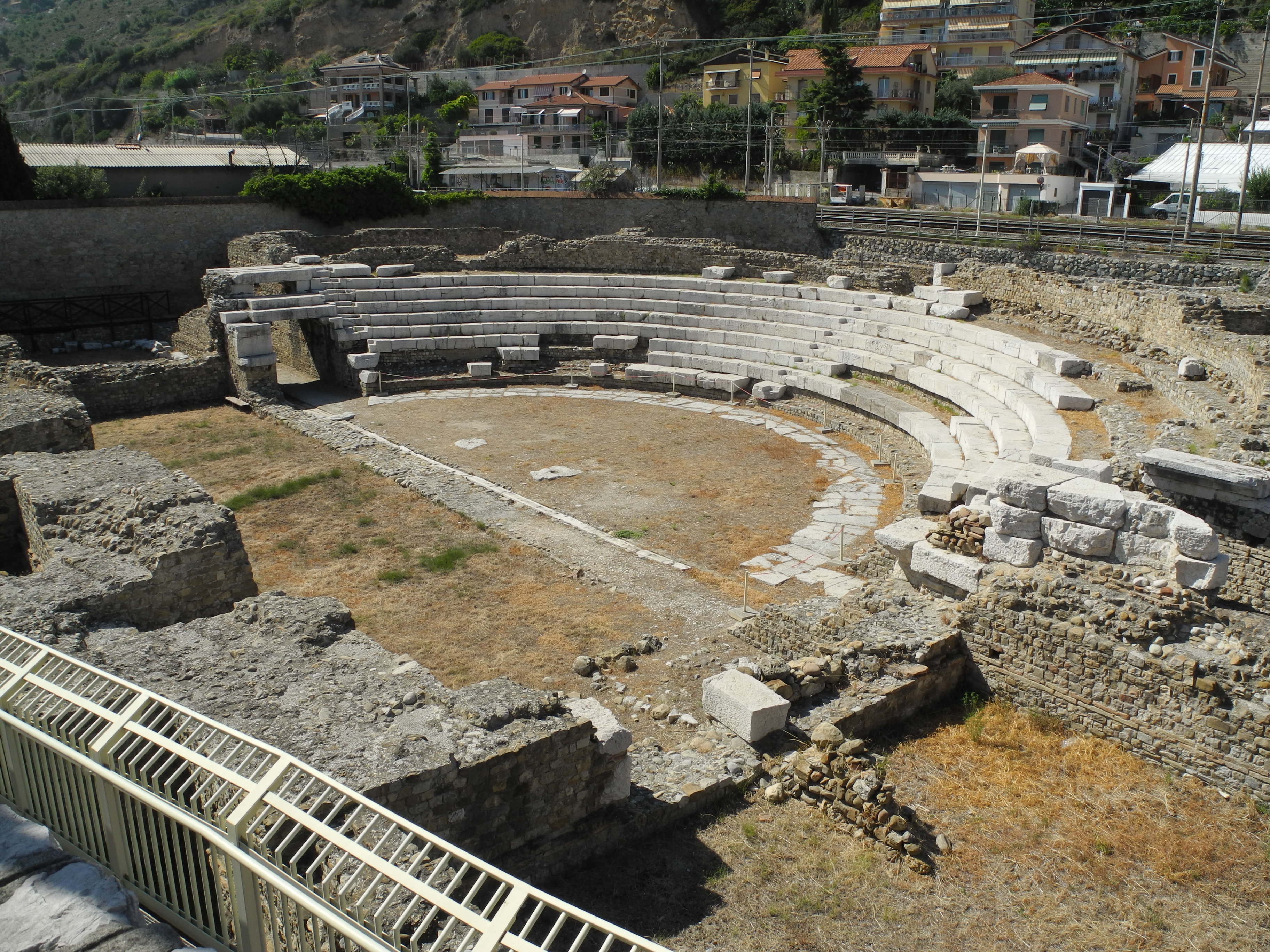
Il teatro romano di Ventimiglia

Secondo alcune fonti storiche il primitivo insediamento fu fondato dalla tribù dei Liguri Intemeli in età preistorica sull'altura di Colla Sgarba nella valle del torrente Nervia. Nel II secolo a.C. il villaggio fu conquistato dall'esercito dell'Impero romano, che rinominò l'insediamento in Albium Intimilium, in seguito Albintimilium, riedificando una nuova città cinta da mura presso la foce del Nervia.

Nel 49 a.C., durante la dominazione romana, la città ospitò Cesare, diretto in Spagna; qui risiedette da un certo Domizio, suo sostenitore. Ciò suscitò l'indignazione dei Pompeiani: Domizio venne poco dopo fatto uccidere per mano di un certo Bellieno, servo di Demetrio, quest'ultimo comandante del presidio militare romano dell'odierna Ventimiglia. La popolazione, per la maggior parte fedele a Cesare, secondo quanto scrive Celio, il corrispondente di Cicerone, insorse allora contro il presidio, prendendo il sopravvento sulle poche guardie romane, e lo stesso Celio racconta di come dovette intervenire con un piccolo esercito per sedare la rivolta tra soldati e popolo. Il fatto storico è testimoniato dal motto che tutt'oggi è inscritto nello stemma comunale: Civitas ad arma iit: "la popolazione corse alle armi".

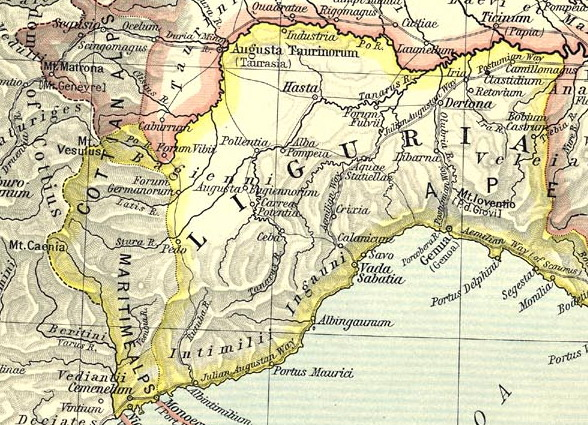
Il territorio dell'antica Regio IX Liguria, da Nizza a La Spezia.

Ventimiglia restò sempre fedele a Roma, e tale riconoscenza fu premiata dallo stesso Cesare quando la riconobbe municipium dell'impero, favorendo così prosperità ed espansione. Nel 68 subì un saccheggio causato dallo scompiglio dei pretendenti al trono che si creò dopo la morte dell'imperatore Nerone. Negli scontri in un podere di Ventimiglia fu assassinata la nobile Giulia Procilla, madre di Gneo Giulio Agricola, che partecipò ai funerali e riparò ai danni subiti dai saccheggi stanziando appositi contributi verso la città intemelia.
I confini cittadini nel frattempo si espansero notevolmente, arrivando fino a Villa Matutiæ (l'odierna Sanremo) ad est e a Mentone verso ovest, sfruttando il percorso della via Julia Augusta realizzata da Ottaviano Augusto. La città intemelia subì diversi e notevoli cambiamenti urbanistici, grazie ad una completa rivisitazione degli architetti ed ingegneri di Roma che crearono nuove piazze, ville e case, acquedotti, fontane, bagni termali, un foro pubblico e un teatro.
La nuova urbanizzazione richiamava il classico stile di progettazione romano, usando una tecnica rettilinea ed ortogonale: il nuovo centro urbano, molto diverso dalla preesistente città vecchia dei Liguri sulle alture di Colla Sgarba, si estendeva lungo due vie principali - il Cardo e il Decumano - che si intersecavano ad angolo retto con altre vie minori dette vici o subvici.

### Medioevo e la Repubblica di Genova

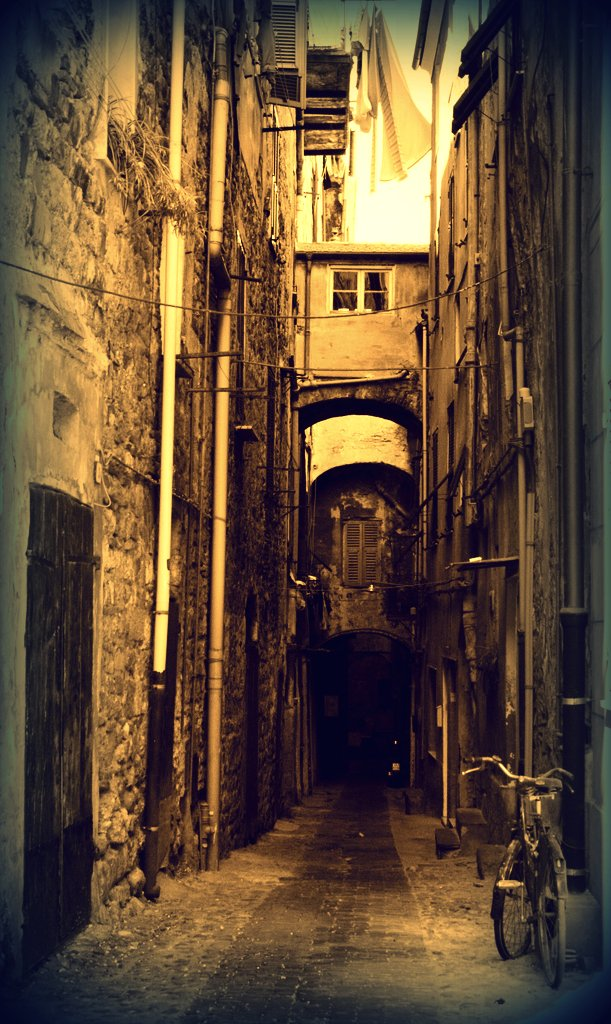
I carrugi della città alta

Dopo l'invasione dal re longobardo Rotari nel 644, gli abitanti nel periodo medievale abbandonarono l'antica città romana e si rifugiarono alla destra del fiume Roia, dove edificarono la nuova città col nome di Vintimilia. Con la caduta dell'Impero romano d'Occidente, la città entrò a far parte dei domìni di Carlo Magno dal 774 e, successivamente, divenne una contea dipendente dalla Marca di Torino, di cui si hanno le prime notizie nel 962.
In età feudale si dichiarò libero Comune, divenendo dominio dei Conti locali: i Lascaris di Ventimiglia; essi dominarono diversi borghi e villaggi della Riviera di Ponente, scontrandosi più volte con le altre signorie locali, ma soprattutto con la Repubblica di Genova. Quest'ultima, dopo aver conquistato l'intera Riviera di Levante e parte del ponente ligure, si spinse sempre più verso Ventimiglia, dando il via, nel XIII secolo, ad un vero e proprio assedio.
Nel 1221 Genova affidò il compito al comandante genovese Lotaringo di Martinengo di far cadere la "città degli Intemeli" e quindi sottometterla al volere della repubblica. Dopo una lunga e aspra lotta, nella quale la città subì continui bombardamenti dalle alture di San Giacomo, Maure e Siestro e l'impaludamento del porto-canale alla foce del Roia, Ventimiglia fu conquistata, diventando per la repubblica un'importante base strategica fortificata di frontiera.
La città nei secoli a seguire fu però sempre contesa da altre signorie locali, nonostante fosse oramai compresa nei territori genovesi, e diversi furono i pretendenti, quali i Grimaldi, gli Angioini, i Visconti, i Savoia, gli Sforza e anche dalla Francia; dal 1505 divenne definitivamente dominio genovese, subendone le sorti e le glorie.
Nel 1514 la repubblica cedette la sovranità su Ventimiglia al Banco di San Giorgio. Poiché, tuttavia, l'amministrazione dei possedimenti territoriali si era rivelata antieconomica, la casa di San Giorgio restituì alla repubblica tutti i territori che le rimanevano in sovranità, fra cui Ventimiglia, nel 1562.
Lo stato genovese in seguito la nominò a sede del locale e omonimo capitaneato, alla quale furono sottoposti villaggi, borghi e comuni vicini. Nel XVII secolo ottenne da Genova una propria autonomia economica e fiscale soprattutto per le continue lamentele della popolazione che, secondo fonti dell'epoca, manifestò più il proprio disaccordo agli stessi nobili locali.

### Napoleone e il Regno d'Italia

Il cantone di Ventimiglia nel dipartimento delle Alpi Marittime (1805).

Ventimiglia seguì successivamente le sorti di Genova, patendo anch'essa la dominazione austriaca del 1747 e l'invasione francese di Napoleone Bonaparte nel 1797. Fu proprio durante la nuova dominazione d'oltralpe che la comunità di Ventimiglia si costituì in municipalità della neo costituita Repubblica Ligure, nel Dipartimento delle Palme con capoluogo Sanremo.
Amministrativamente fece quindi parte del IX cantone di Ventimiglia nella Giurisdizione delle Palme e dal 1803 centro principale del X cantone delle Palme nella Giurisdizione degli Ulivi. Annesso al Primo Impero francese, dal 13 giugno 1805 al 1814 venne inserito nel Dipartimento delle Alpi Marittime. 
Dopo la caduta di Napoleone, nel 1815 il territorio entrò nel Regno di Sardegna, sottoposto al Contado di Nizza. Al 12 agosto 1820 risale la ratificazione dei nuovi confini comunali tra i due municipi di Airole e Ventimiglia. 
Dal 1861 è parte del nuovo Regno d'Italia. Dal 1859 al 1926 il territorio era compreso nel VIII mandamento di Ventimiglia del circondario di Sanremo, facente parte della provincia di Nizza (poi provincia di Porto Maurizio e, dal 1923, di Imperia).
Nel periodo dell'occupazione tedesca e della Repubblica Sociale Italiana, furono arrestati a Ventimiglia almeno 3 tra i molti ebrei che nelle località della provincia di Imperia avevano cercato rifugio dalle deportazioni.
Tra il 25 aprile e il 10 luglio 1945, finita ormai la seconda guerra mondiale, Ventimiglia ed il territorio circostante furono occupati dalla Francia che ne tentò l'annessione.

Dal 1973 al 31 dicembre 2008 ha fatto parte della Comunità montana Intemelia.

### Simboli
Stemma
Gonfalone
Bandiera

Lo stemma è stato riconosciuto con decreto del capo del Governo del 13 agosto 1929; il gonfalone è stato concesso con regio decreto del 19 marzo 1931 e si fregia dell'onorificenza della medaglia d'argento per le vittime civili, conferita in seguito agli avvenimenti della seconda guerra mondiale.

## Monumenti e luoghi d'interesse

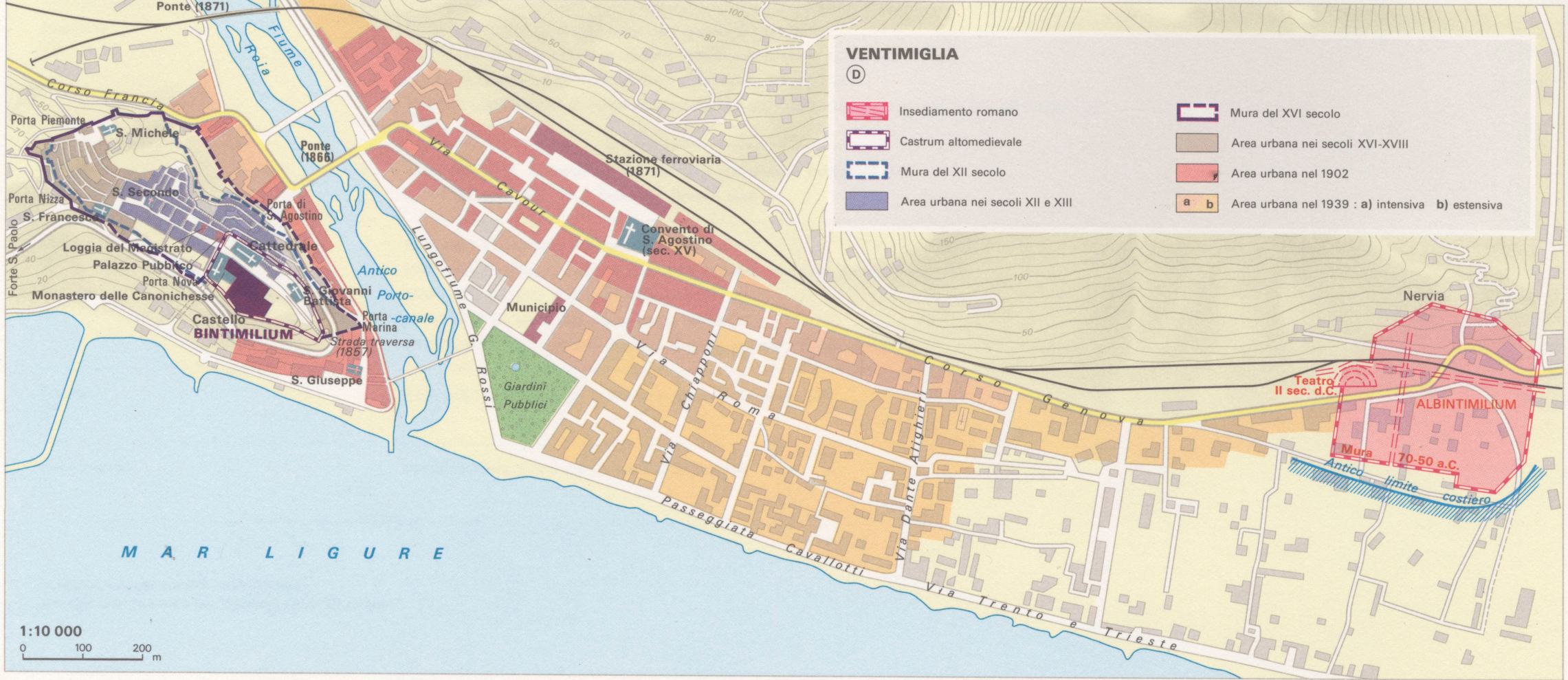
Mappa di Ventimiglia

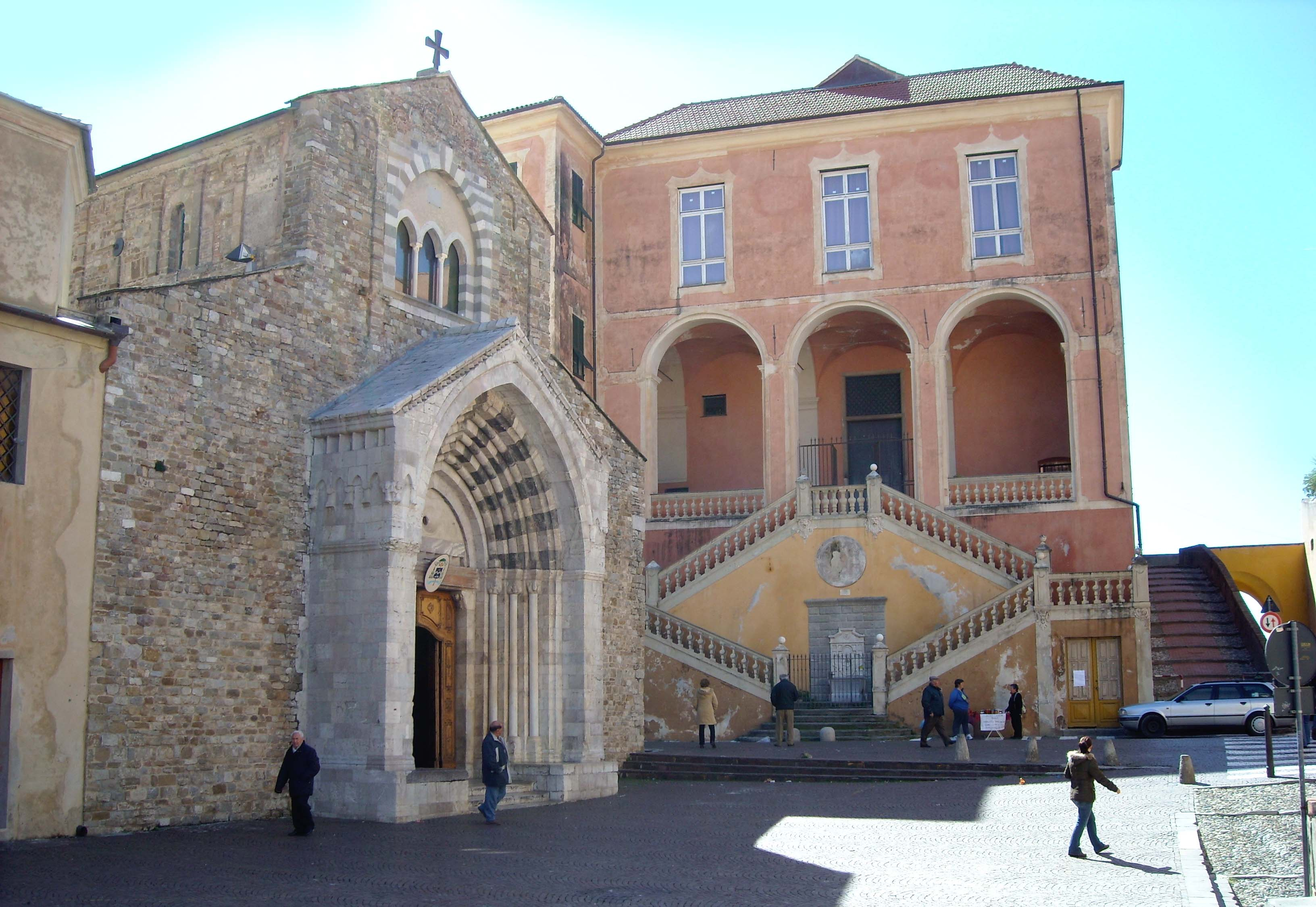
La cattedrale di Santa Maria Assunta e l'ex convento delle Canonichesse Lateranensi nel centro storico di Ventimiglia Alta

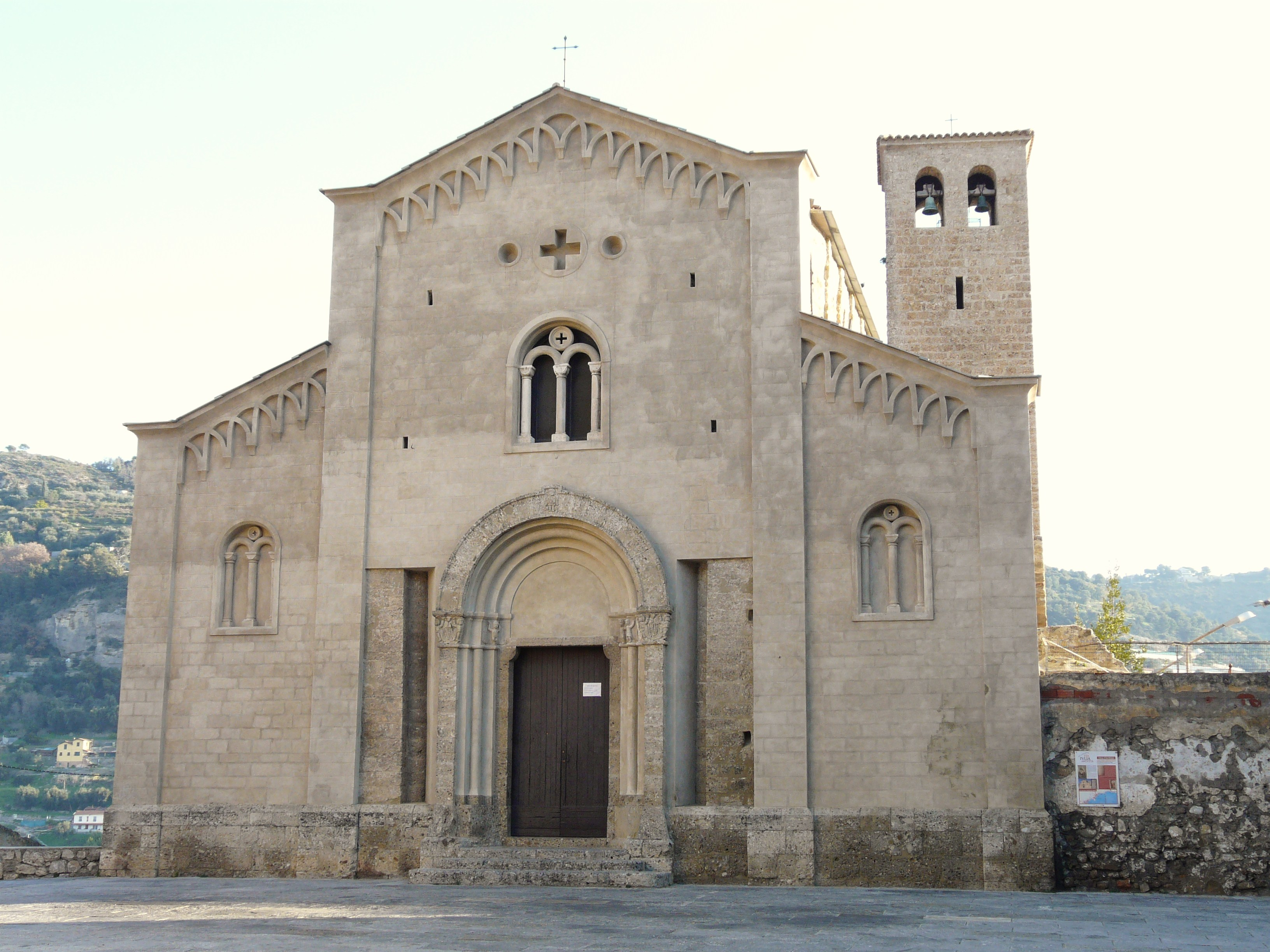
La chiesa di San Michele a Ventimiglia Alta

### Architetture religiose
- Cattedrale di Santa Maria Assunta a Ventimiglia Alta. Secondo alcune fonti storiche la cattedrale dell'Assunta fu eretta tra l'XI e il XII secolo sulle rovine di una precedente cattedrale dell'epoca carolingia. Quest'ultima, secondo quanto affermano le tradizioni locali, fu costruita sul luogo ove anticamente sorgeva un tempio pagano dedicato a Giunone; l'iscrizione nella quale si attesta tale affermazione è tutt'oggi conservata all'interno dell'odierna cattedrale.
- Battistero della cattedrale. Attiguo alla cattedrale, a una quota inferiore, è presente il battistero, intitolato a san Giovanni Battista. Costruito nell'XI secolo su pianta ottagonale, all'interno racchiude un'antica vasca ad immersione.
- Chiesa di San Michele Arcangelo a Ventimiglia Alta. Edificata nel X secolo dai Conti di Ventimiglia come priorato monastico dei monaci benedettini dell'abbazia di Lerino, rivista in stile romanico nell'XI secolo e ancora nel XII secolo.
- Convento delle Canonichesse Lateranensi e chiesa di Sant'Antonio abate a Ventimiglia Alta. Il complesso conventuale venne edificato nel corso del 1667 e 1668 per volontà degli stessi abitanti intemeli. I lavori progettuali e di edificazione furono realizzati dall'architetto Pietro Antonio Corradi. Nel 1843 la gestione del convento femminile fu affidata alle Figlie di Maria Santissima dell'Orto. Nella sua storia recente servì inoltre come ospedale cittadino e, successivamente, come edificio scolastico. Nella chiesa, inserita nel complesso, tra le varie opere pittoriche e scultoree è esposta la tela attribuita a Paolo Piazza raffigurante il Compianto di Cristo.
- Oratorio di San Giovanni Battista detto "dei Bianchi" a Ventimiglia Alta, edificato dalla confraternita dei Bianchi nel corso del XVII secolo. Convertito in sala cinematografica e teatrale nel secondo dopoguerra, è stato sottoposto a restauro negli anni dieci del duemila che ha riportato l'oratorio al suo originario aspetto.
- Oratorio di San Secondo detto "dei Neri" a Ventimiglia Alta. Fu edificato nel corso del 1650 per volere della Confraternita della Misericordia. L'oratorio è stato recentemente restaurato con la riapertura al culto religioso nel 2011.
- Ex chiesa di San Francesco d'Assisi a Ventimiglia Alta. Il primo impianto strutturale dell'edificio, sconsacrato e di proprietà comunale, è risalente al XIV secolo e fu associato al convento dell'Ordine dei frati minori. L'attuale corpo si rifà allo stile barocco. Nel 2013 sono stati appaltati lavori di recupero dell'ex chiesa, che dagli anni cinquanta del Novecento ha visto la struttura utilizzata per usi diversi, portati a compimenti nel 2016 con l'apertura al pubblico dei restaurati interni. Vi si conservano ancora i cicli affrescati del Quattrocento raffiguranti l'Annunciazione e Santa Caterina.

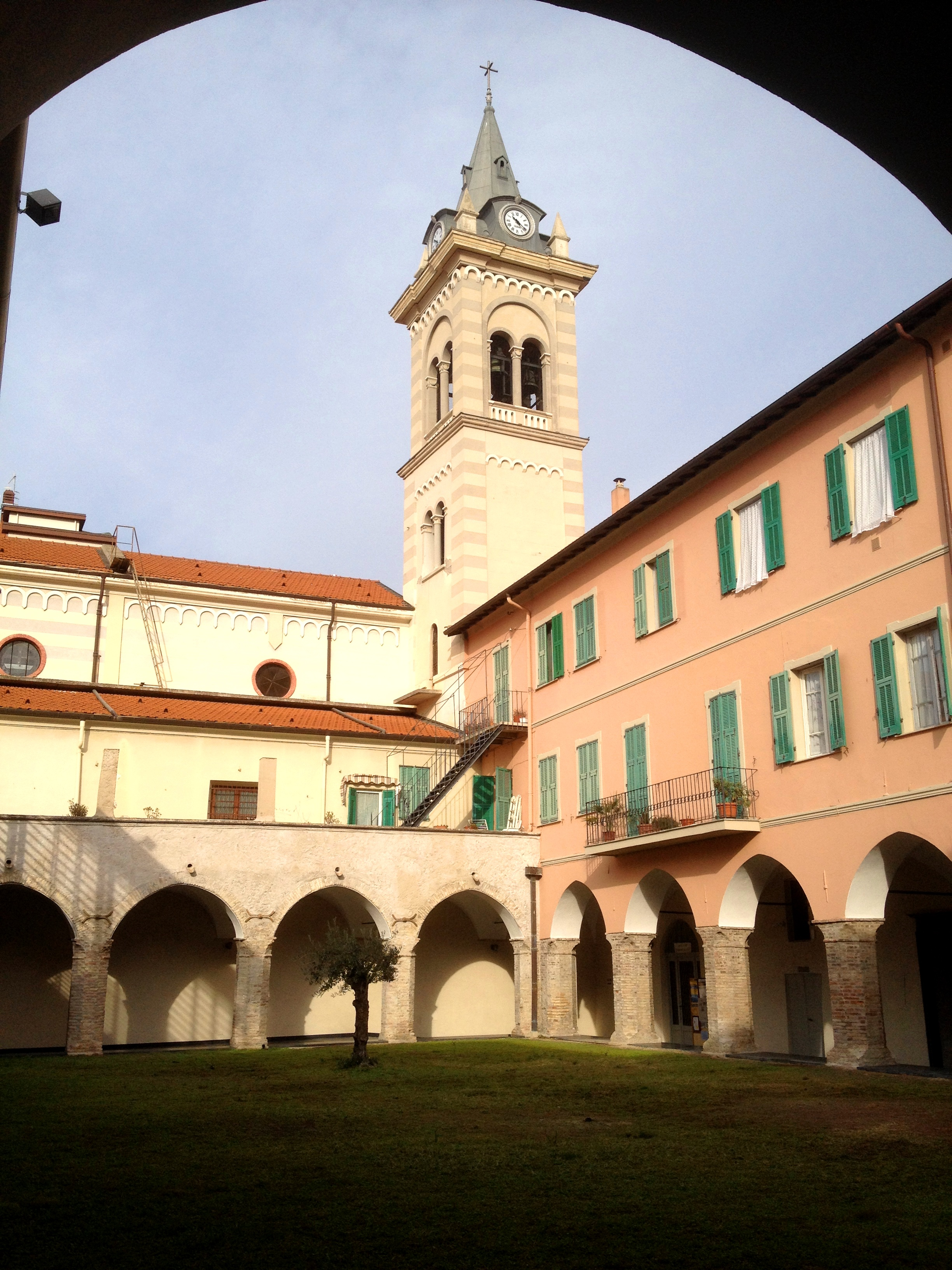
Particolare del chiostro e del campanile della chiesa parrocchiale di Sant'Agostino

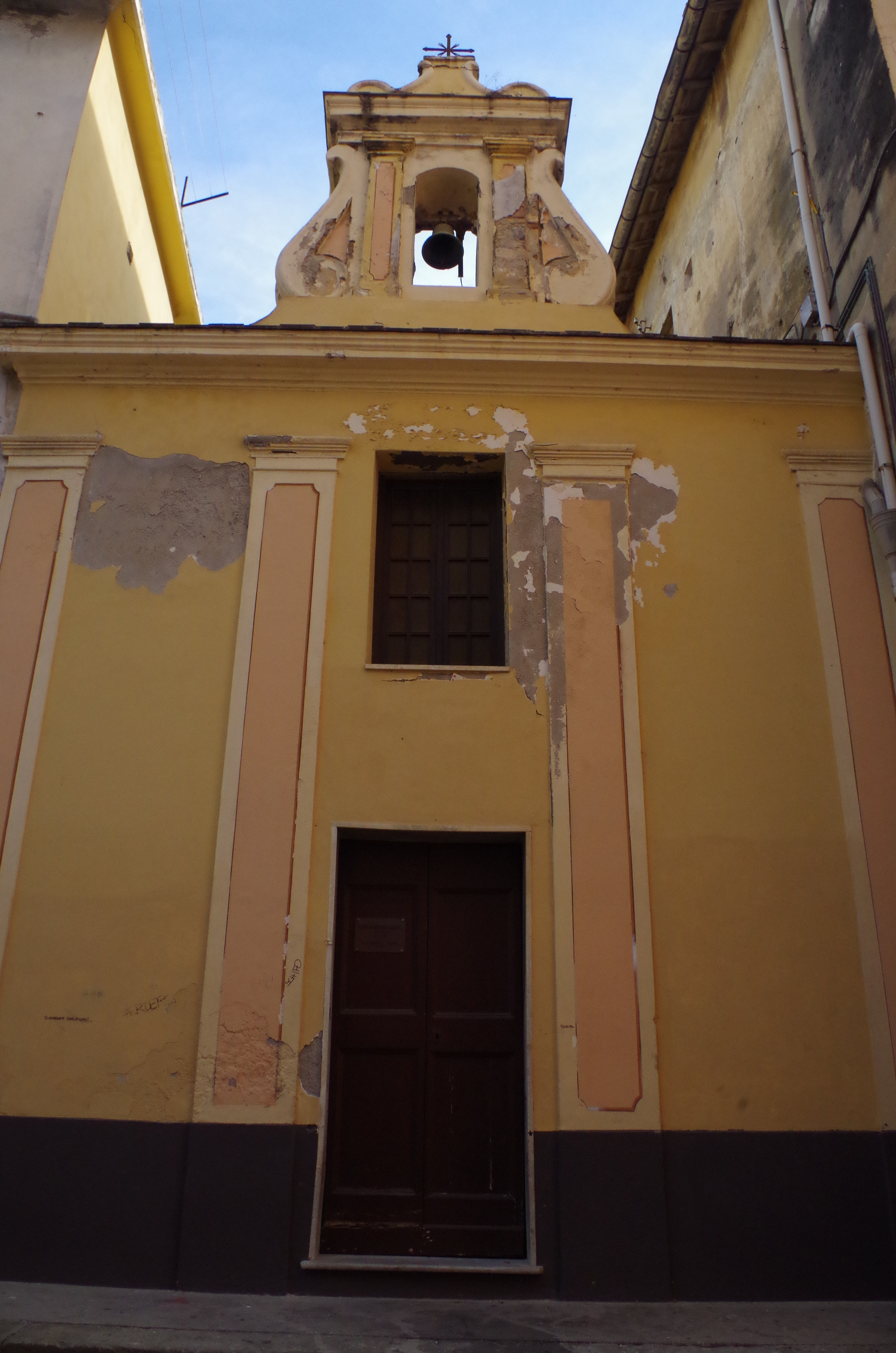
Chiesa di San Giuseppe, Ventimiglia

- Chiesa parrocchiale di Sant'Agostino a Ventimiglia. Già annessa all'omonimo complesso conventuale e chiostro la chiesa, il cui primo impianto risalirebbe al 1487, fu più volte rimaneggiata nel corso dei secoli. L'ultimo intervento di parziale ricostruzione si rese necessario tra il 1958 e il 1959 a seguito dei danni provocati dai bombardamenti aerei (1944) durante la seconda guerra mondiale. L'interno si presenta a tre navate, in stile neogotico. Tra le opere conservate la tela ovale Sant'Agostino tra i santi Giovanni Battista e Antonio abate, attribuita a Francesco Brea, e un crocifisso in legno del XV secolo. Alle pareti del presbiterio gli affreschi sono stati realizzati da Luigi Morgari. La parrocchia è stata istituita nel 1882.
- Chiesa parrocchiale di Cristo Re a Ventimiglia. Ubicata nella zona di Nervia, nacque inizialmente come cappella della parrocchiale di Sant'Agostino; nel 1936 divenne parrocchiale autonoma. Nel corso dei bombardamenti aerei della seconda guerra mondiale subì diversi danni alla struttura tanto che nel dopoguerra venne, di fatto, ricostruita.
- Chiesa parrocchiale di San Nicola da Tolentino a Ventimiglia. La parrocchia è stata istituita nel 1970.
- Chiesa parrocchiale di San Secondo a Ventimiglia. La parrocchia, già santuario diocesano, è stata istituita nel 1967.
- Chiesa di San Giuseppe a Ventimiglia, cappella della Marina.Chiesa di San Giuseppe, Ventimiglia
- Cappella Gallardi a Ventimiglia.
- Chiesa parrocchiale di San Giovanni Battista nella frazione di Bevera. Situata ai margini dell'abitato frazionario, la parrocchia venne istituita nel 1619 mentre la struttura risalirebbe al 1749 (forse un rifacimento). Al suo interno si conserva un polittico del 1584 del pittore monegasco Michele Manchello.
- Oratorio di San Giovanni Decollato nella frazione di Bevera.
- Cappella di San Rocco nella frazione di Bevera.
- Ex convento dei frati Maristi nella frazione di Bevera.
- Chiesa parrocchiale di San Pancrazio nella frazione di Calvo. La parrocchia è stata istituita nel 1849.
- Cappella di Santa Reparata nella frazione di Calvo.

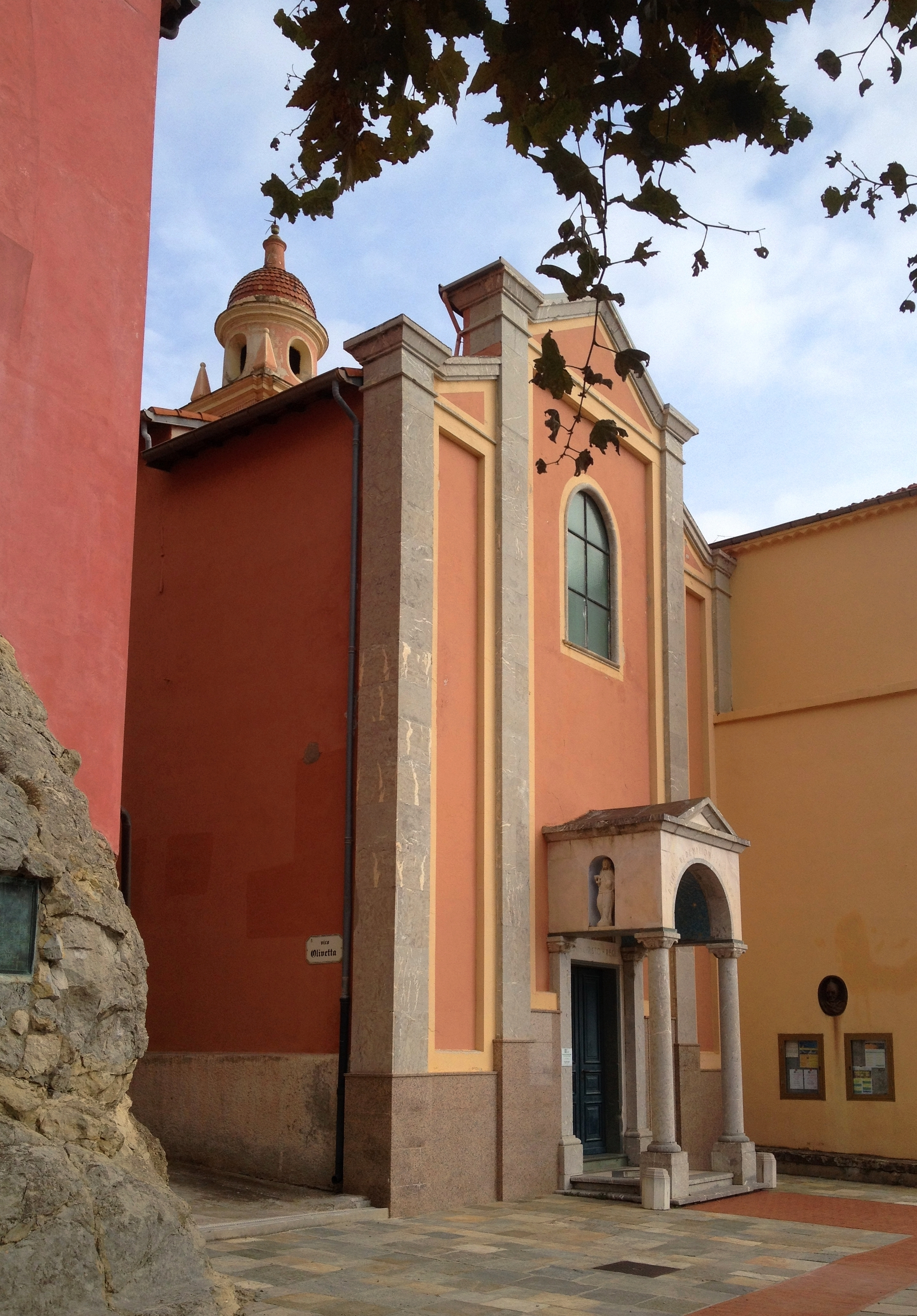
La chiesa parrocchiale di San Mauro nella frazione di Mortola Inferiore

- Chiesa parrocchiale dei Santi Angeli Custodi nella frazione di Grimaldi. La parrocchia è stata istituita nel 1947.
- Chiesa parrocchiale di San Bartolomeo nella frazione di Latte. La parrocchia è stata istituita nel 1782.
- Chiesa parrocchiale di San Mauro nella frazione di Mortola Inferiore. La parrocchia è stata istituita nel 1921.
- Chiesa parrocchiale della Natività di Maria Santissima e santuario di Nostra Signora dell'Aria Aperta nella frazione di Mortola Superiore. Risalente al XVII secolo, la parrocchia è stata istituita nel 1961.
- Santuario di Nostra Signora dell'Aria Aperta nella frazione di Mortola Superiore.
- Chiesa parrocchiale della Natività di Maria Santissima nella frazione di Roverino. La parrocchia è stata istituita nel 1969.
- Chiesa della Madonna di Loreto nella frazione di Roverino.
- Chiesa di Sant'Antonio nella frazione di Roverino.
- Santuario di Nostra Signora delle Virtù nella frazione di Roverino.
- Chiesa parrocchiale di Nostra Signora di Lourdes e San Lorenzo nella frazione di San Lorenzo. La parrocchia è stata istituita nel 1949.
- Chiesa parrocchiale di San Michele Arcangelo nella frazione di Sealza. La parrocchia è stata istituita nel 1962.
- Chiesa parrocchiale dell'Addolorata e San Luigi nella frazione di Torri. La parrocchia è stata istituita nel 1921.
- Oratorio di San Luigi nella frazione di Torri.
- Chiesa parrocchiale dei Santi Pietro e Paolo nella frazione di Trucco. La parrocchia è stata istituita nel 1962.
- Chiesa parrocchiale di Santa Teresa d'Avila nella frazione di Villatella. La parrocchia è stata istituita nel 1961.
- Chiesa di Sant'Antonio abate nella frazione di Villatella.
- Oratorio dell'Assunta nella frazione di Villatella.
- Cimitero monumentale della Mortola, e, all'interno di questo, la tomba russa.

### Architetture civili

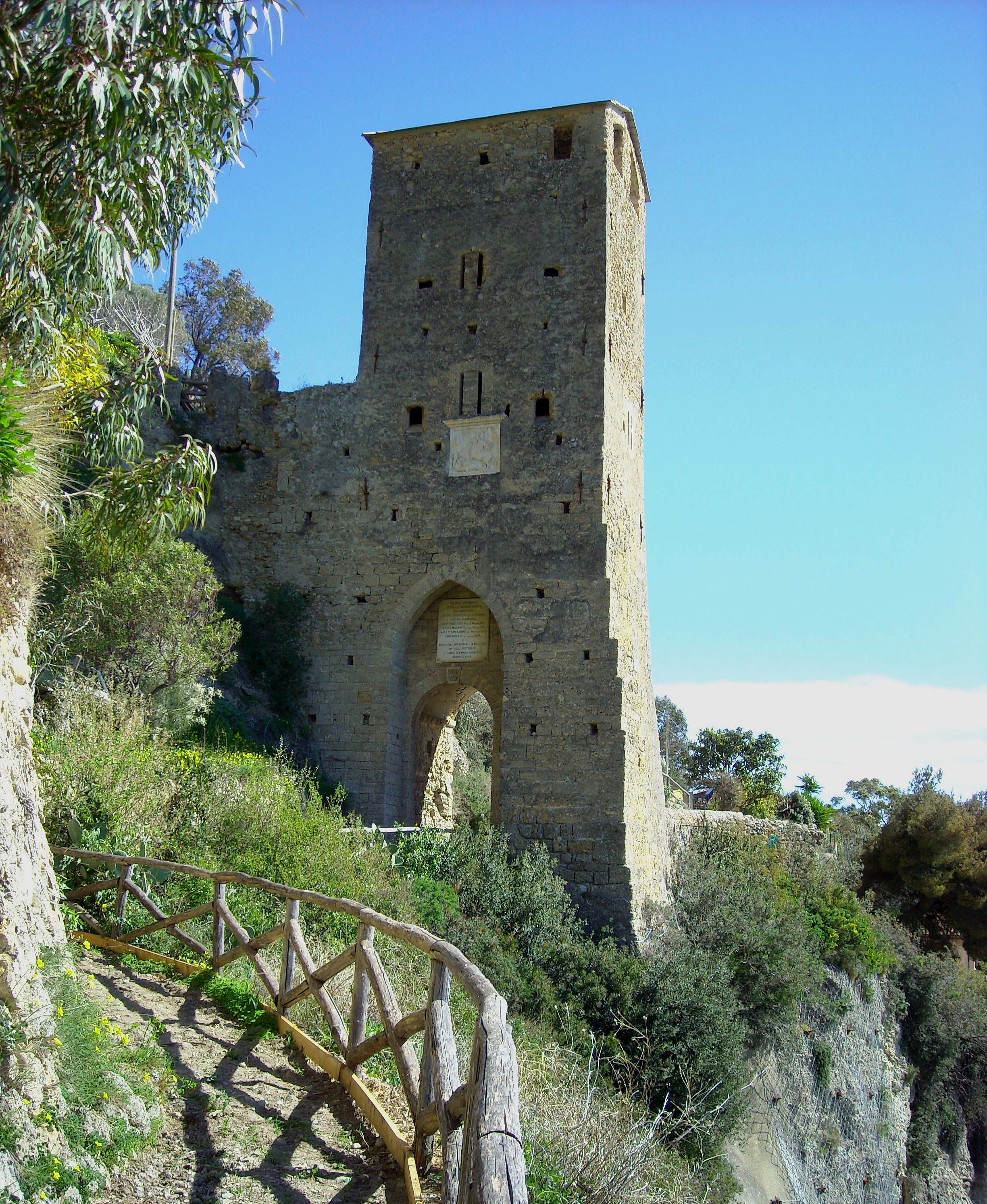
Porta Canarda

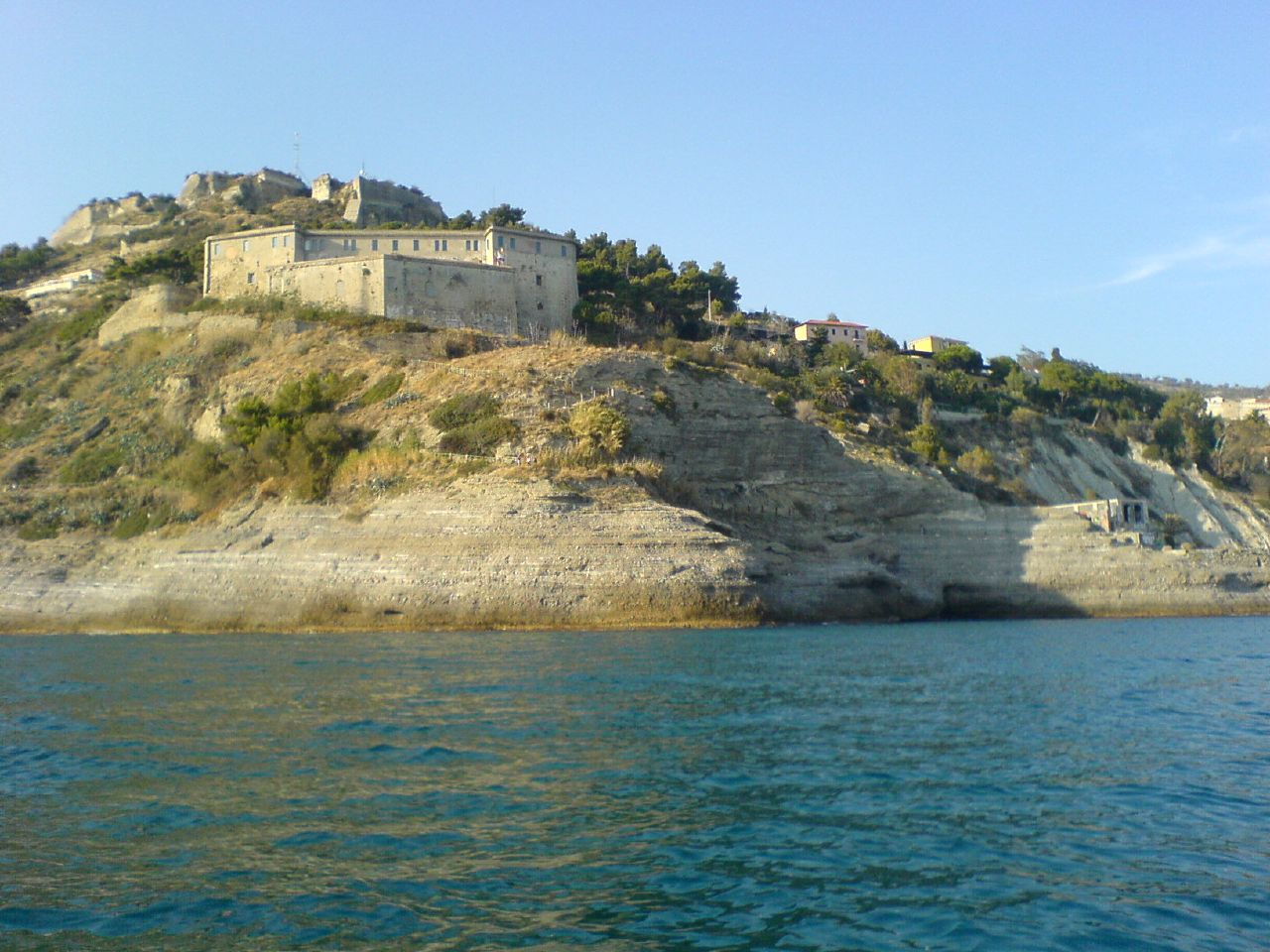
La fortezza dell'Annunziata

- Loggia del Parlamento a Ventimiglia Alta. Anche nota più propriamente come Magazzino dell'Abbondanza, è un edificio pubblico del XV secolo.La Loggia del Parlamento

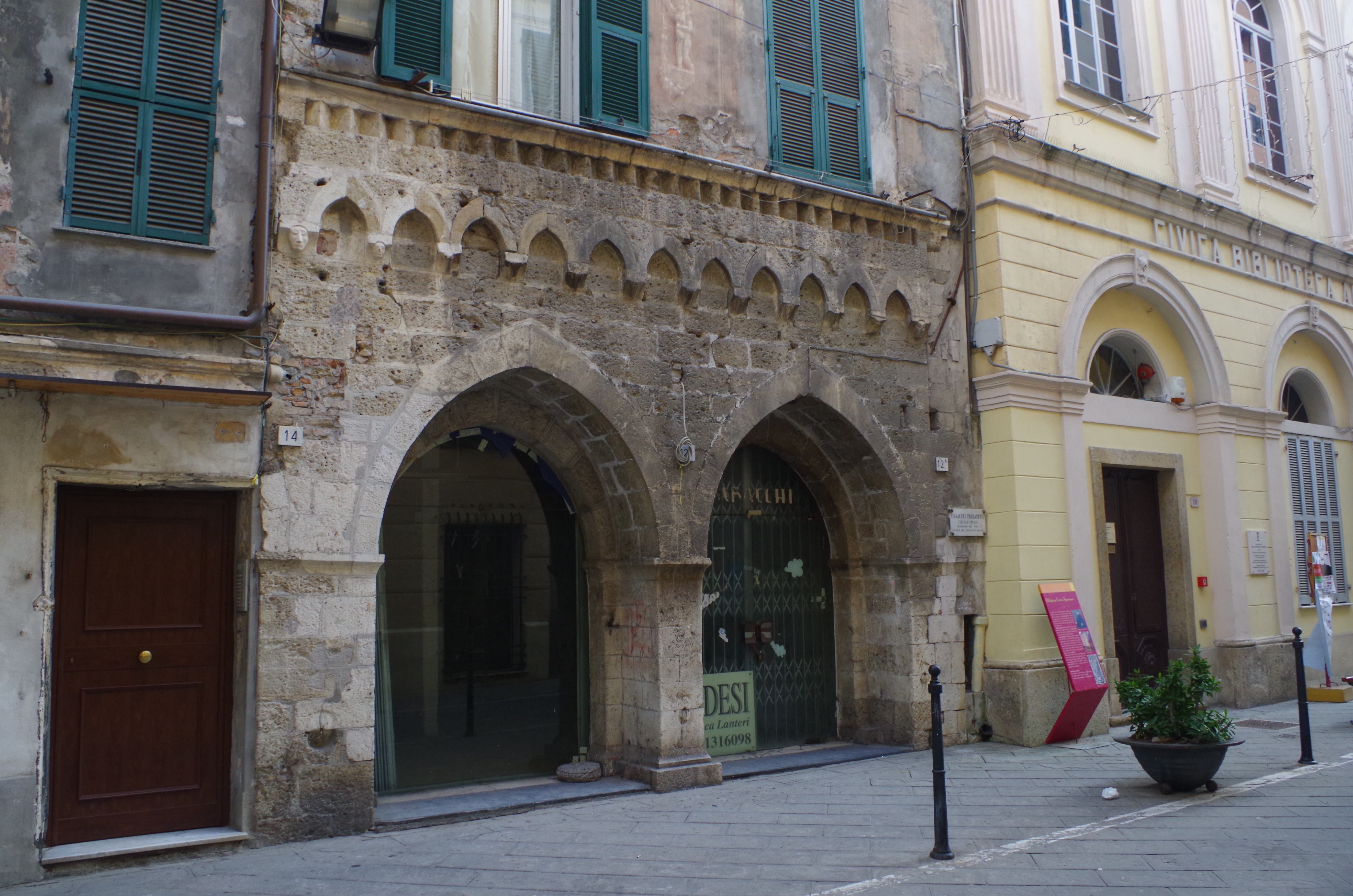
La Loggia del Parlamento

- Porta Canarda. A doppio arco gotico, eretta nel XIII secolo, fatta restaurare nel 1887 da Thomas Hanbury, costituiva la porta d'accesso occidentale alla città murata, e sotto di essa passava la via Julia Augusta.
- Le mura genovesi del XVI secolo (con le caratteristiche feritoie) e le porte:
  - Porta Nuova
  - Porta Nizza
  - Porta Piemonte
  - Porta Marina
- Palazzo della Biblioteca Aprosiana (ex Teatro Civico).
- Palazzo del municipio, in stile architettonico littorio.
- Teatro comunale di Ventimiglia. Voluto da Thomas Hanbury (che donò il terreno), dalla caratteristica facciata in stile liberty, venne inaugurato nel 1904 con il nome di "Nuovo Politeama Sociale"; chiuso nel 1983 per motivi di agibilità (soprattutto poiché non rispondeva ai nuovi requisiti di sicurezza fissati dopo il rogo del cinema Statuto di Torino), è stato completamente restaurato e riaperto nel 2007. La capienza della sala è di 260 posti in platea e 160 in galleria. È l'unica sala cinematografica cittadina, ma non l'unica sala teatrale ventimigliese: l'altra è il Centro Polivalente San Francesco, sede di conferenze e di opere teatrali dialettali.
- Villa Hanbury (all'interno degli omonimi Giardini).
- Palestra (ex "casa del Balilla", 1933).

### Architetture militari
- Castel d'Appio.
- Forte San Paolo.
- Fortezza dell'Annunziata.

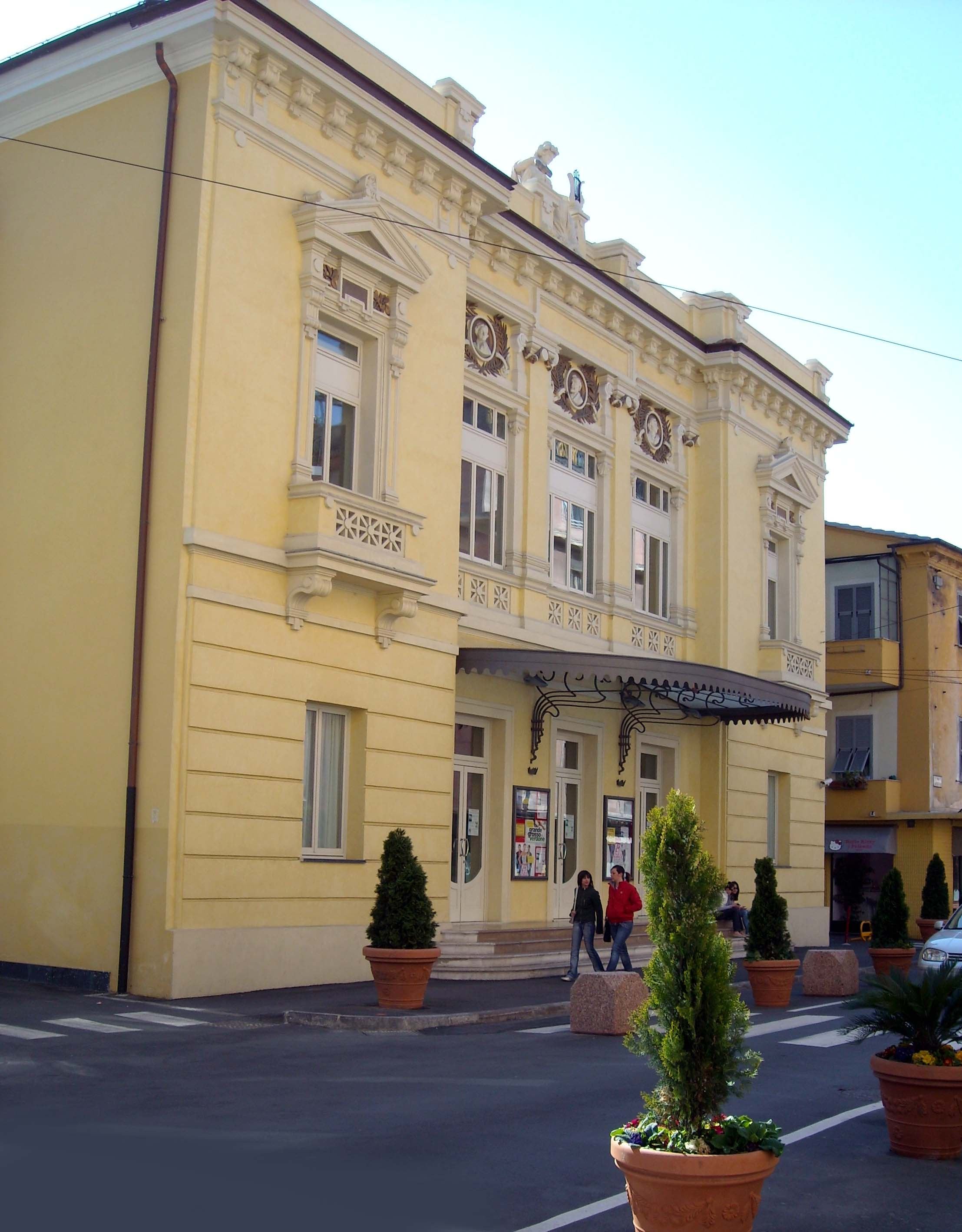
Il cinema teatro comunale di Ventimiglia

- Castello Voronoff nella frazione di Grimaldi.

### Altro
- Carrugi del centro storico ventimigliese, con i caratteristici "scuri" (archivolti).
- Passeggio Colla nel centro storico ventimigliese.
- Giardini pensili di via Lascaris nel centro storico ventimigliese.
- Il Mercato dei Fiori, prima struttura costruita in Europa a tale scopo (1922).
- Giardini mediterranei privati di villa Voronoff nella frazione di Grimaldi Inferiore.
- Giardini mediterranei privati di villa Orengo-Sella nella frazione di Latte.
- Giardini botanici privati di villa Piacenza-Boccanegra nella frazione di Ville.
- Promontorio delle Calandre nella frazione di Ville.
- Pineta Scoglietti nella zona Marina San Giuseppe.
- Piazza della Libertà: nel cuore di Ventimiglia, prospiciente il palazzo del Municipio, delimitata da via Roma, via della Repubblica e dai Giardini Pubblici "Reggio".
- Belvedere Resentello: ampia rotonda sul mare, di recente costruzione, teatro di manifestazioni cittadine.
- Piazza della Cattedrale: storica piazza della città alta, su cui si affacciano la cattedrale di Santa Maria Assunta e il convento delle Canonichesse Lateranensi.
- Largo Torino: principale snodo viario della città e porta di ingresso al centro.
- Piazzale De Gasperi: ultima piazza italiana, presso il confine di Stato di Ponte San Ludovico, dove sarà eretta la "Porta d'Italia", un imponente monumento all'italianità
- Sono vie commerciali via Cavour (lungo l'Aurelia, è la via dei negozi, con aree pedonali adiacenti, vi si affaccia la chiesa di Sant'Agostino); via Roma (nota soprattutto per i suoi bar e caffè); via della Repubblica (il corso per eccellenza, che dall'incrocio con via Cavour, costeggiando il restaurato mercato coperto, la piazza del Municipio e i giardini Reggio presso la caratteristica "fontana del putto", trova la sua prosecuzione naturale sulla Passerella Squarciafichi).
- Sono "di rappresentanza" i grandi viali alberati di lungoroia G. Rossi, lungomare Oberdan e via Vittorio Veneto.
- Fra quelle monumentali è senz'altro da annoverare via Garibaldi, a Ventimiglia Alta, lungo la quale s'incontrano la Biblioteca Aprosiana, la Loggia del Parlamento, l'Oratorio dei Neri, la Fontana del Leone (1820) e l'ex-chiesa di San Francesco.
- Sono, infine, a carattere extraurbano:
  - la strada statale 1 Via Aurelia (che nel territorio comunale assume le denominazioni di corso Genova, corso Francia, corso Toscanini, corso Nizza, corso Montecarlo, corso Mentone e corso Europa).
  - la strada statale 20 del Colle di Tenda e di Valle Roja (che, nel suo primo tratto a partire dalla città, costituisce una tangenziale).
  - la cosiddetta "bretella di Bevera" (che collega direttamente l'uscita dell'autostrada alla S.S. 20 all'altezza della frazione Bevera).

### Siti archeologici

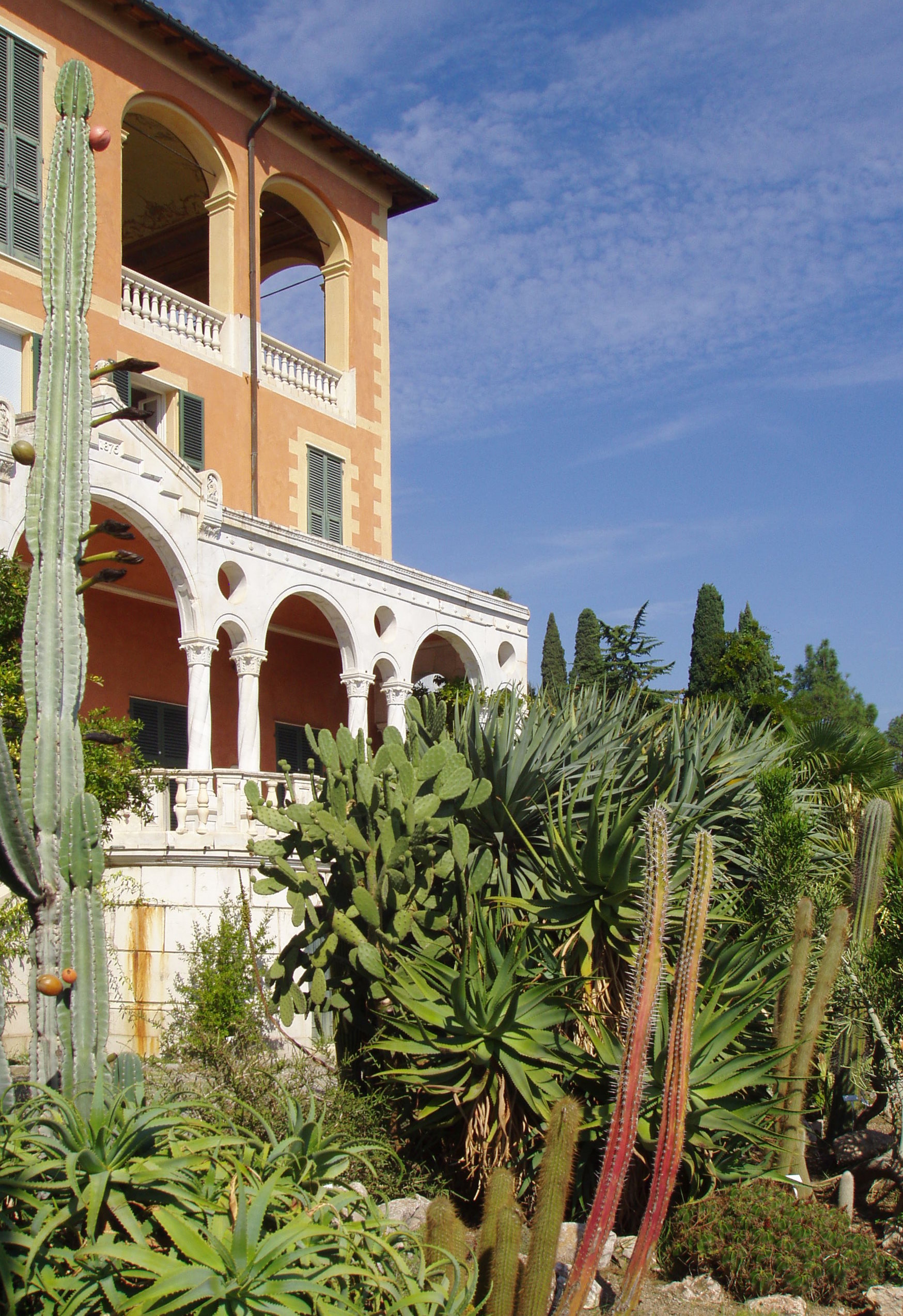
Villa e Giardini Hanbury, simbolo della Città di Confine.

#### Balzi Rossi
Balzi Rossi (toponimo italianizzato dal dialettale bàussi russi = sassi rossi) è il nome con cui si indica una località presso il confine di Stato di Ponte San Ludovico, caratterizzata dalla presenza di una parete rocciosa in cui si apre una serie di caverne. In alcune di queste, nel corso di varie campagne di scavi effettuati in tutta la seconda metà dell'Ottocento, sono stati scoperti numerosi reperti risalenti per lo più al paleolitico superiore, fra cui, oltre a svariati oggetti e resti di animali, una ventina di sepolture umane, di cui almeno sette riferibili a individui del tipo Cro-Magnon (uomo di Grimaldi).

#### Scavi romani
Occupano l'area a levante di Ventimiglia presso la foce del torrente Nervia e comprendono la città romana di Albintimilium con le terme e l'adiacente teatro romano: quest'ultimo, databile alla fine del II secolo d.C., è uno dei più piccoli nel suo genere e unico in Liguria insieme all'anfiteatro romano di Luni.
Parte del materiale ritrovato nel corso degli scavi è esposto all'interno dell'antiquarium.

### Aree naturali
- Giardini botanici Hanbury.
- Oasi del Nervia.

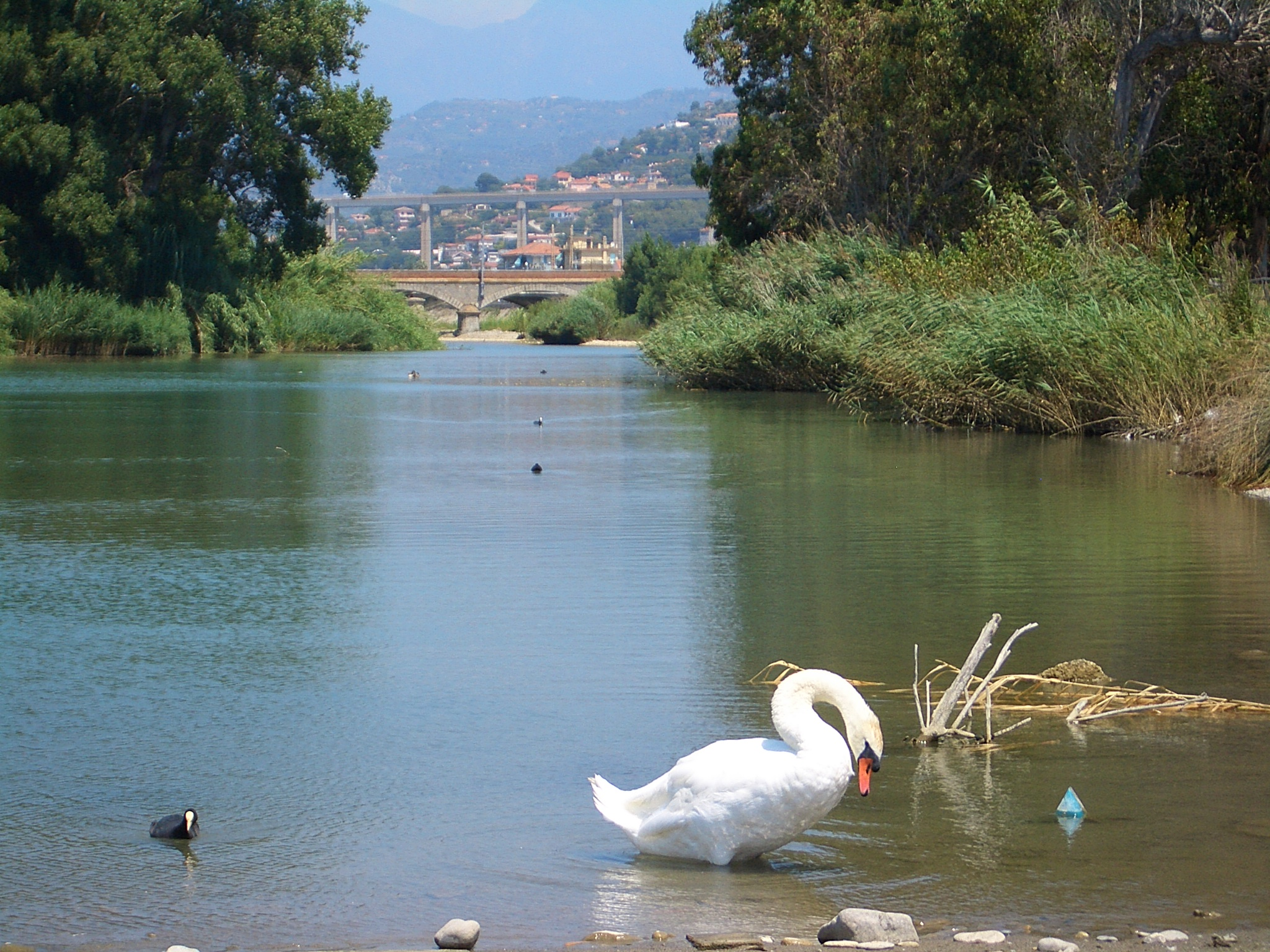
Scorcio dell'oasi naturalistica del Nervia

- Prateria sottomarina di posidonia.
- SIC di Roverino.
- SIC Monte Grammondo - Torrente Bevera.
- SIC Fiume Roia.

## Società

### Evoluzione demografica
Abitanti censiti

È da ricordare come Ventimiglia sia il più esteso e popoloso centro della conurbazione che dal confine di Stato si estende ininterrottamente fino alla Madonna della Ruota a Bordighera, conglobando così circa 55.000 residenti.
Tale conurbazione nel periodo estivo vede aumentare notevolmente la sua popolazione, grazie ai turisti provenienti per lo più da Piemonte e Lombardia.

### Etnie e minoranze straniere
Secondo i dati Istat al 31 dicembre 2023, i cittadini stranieri residenti a Ventimiglia erano 3 166, pari al 13,80% degli abitanti. Di seguito sono riportati i gruppi più consistenti::
- Romania, 698
- Marocco, 306
- Francia, 294
- Albania, 284
- Bangladesh, 218
- Cina, 153
- Tunisia, 122
- Perù, 113
- Ecuador, 105
- Pakistan, 92

### Istituzioni, enti e associazioni
Una importante realtà associativa culturale di Ventimiglia è la Cumpagnia d'i Ventemigliusi, fondata nel 1927.
Altra realtà associativa di rilievo è la Croce Verde Intemelia, fondata nel 1949 e facente parte di ANPAS.
L'Associazione Amici dei Disabili ODV è un'organizzazione di volontariato con sede a Ventimiglia (Imperia) che opera nell'ambito dell'assistenza alle persone con disabilità e della promozione dei loro diritti, con particolare attenzione all'abbattimento delle barriere architettoniche e alla piena inclusione sociale.
Storia
L'associazione è stata fondata nel 2011 da Ernesto Basso, attivista per i diritti delle persone con disabilità e primo presidente del Comitato PEBA (Piano per l'Eliminazione delle Barriere Architettoniche) della città di Ventimiglia. La nascita dell'associazione è stata motivata dalla necessità di creare una realtà strutturata che potesse rispondere alle esigenze delle persone con disabilità del territorio e delle loro famiglie, nonché sensibilizzare l'opinione pubblica e le istituzioni sui temi dell'accessibilità e dell'inclusione.
Fin dalla sua fondazione, l'associazione ha collaborato attivamente con le amministrazioni comunali del territorio ligure, contribuendo significativamente alla redazione e all'implementazione dei Piani per l'Eliminazione delle Barriere Architettoniche in diversi comuni della provincia di Imperia.
Attività e obiettivi
Le principali attività dell'associazione includono:
- Monitoraggio dell'accessibilità degli spazi pubblici e degli edifici
- Consulenza tecnica alle amministrazioni locali su temi relativi all'accessibilità
- Sensibilizzazione della popolazione attraverso eventi, conferenze e campagne informative
- Supporto diretto alle persone con disabilità e alle loro famiglie

Comitato PEBA di Ventimiglia
L'Associazione Amici dei Disabili mantiene uno stretto legame con il Comitato PEBA della città di Ventimiglia, di cui il fondatore Ernesto Basso è stato il primo presidente. Questo comitato, costituito in collaborazione con l'amministrazione comunale, ha il compito di monitorare l'implementazione del Piano per l'Eliminazione delle Barriere Architettoniche e di proporre soluzioni concrete per migliorare l'accessibilità urbana.
Ruolo negli organismi sanitari provinciale
L'Associazione Amici dei Disabili ricopre un ruolo di rilievo nell'ambito della tutela della salute a livello provinciale, essendo alla presidenza della Consulta delle Associazioni di Volontariato e di tutela alla salute di ASL1 Liguria. Inoltre, è membro attivo del Comitato Misto Consultivo di ASL1 Liguria. Entrambi questi organismi si occupano della tutela della salute di tutti i cittadini, con particolare attenzione alle persone più fragili e vulnerabili.
Attraverso questa presenza istituzionale, l'associazione contribuisce alla definizione delle politiche sanitarie locali e al miglioramento dei servizi ospedalieri e territoriali, portando la voce e le esigenze specifiche delle persone con disabilità nei processi decisionali che riguardano l'assistenza sanitaria.
Organizzazione
L'associazione è gestita da un consiglio direttivo composto da volontari ed è supportata da numerosi soci attivi sul territorio. La sua sede legale si trova in Via Nappio 47 a Ventimiglia, mentre le attività operative vengono svolte presso diversi spazi concessi dal Comune e da altri enti locali.
L'Associazione Amici dei Disabili è iscritta al Registro Unico Nazionale del Terzo Settore (RUNTS) come Organizzazione di Volontariato (ODV).

## Cultura

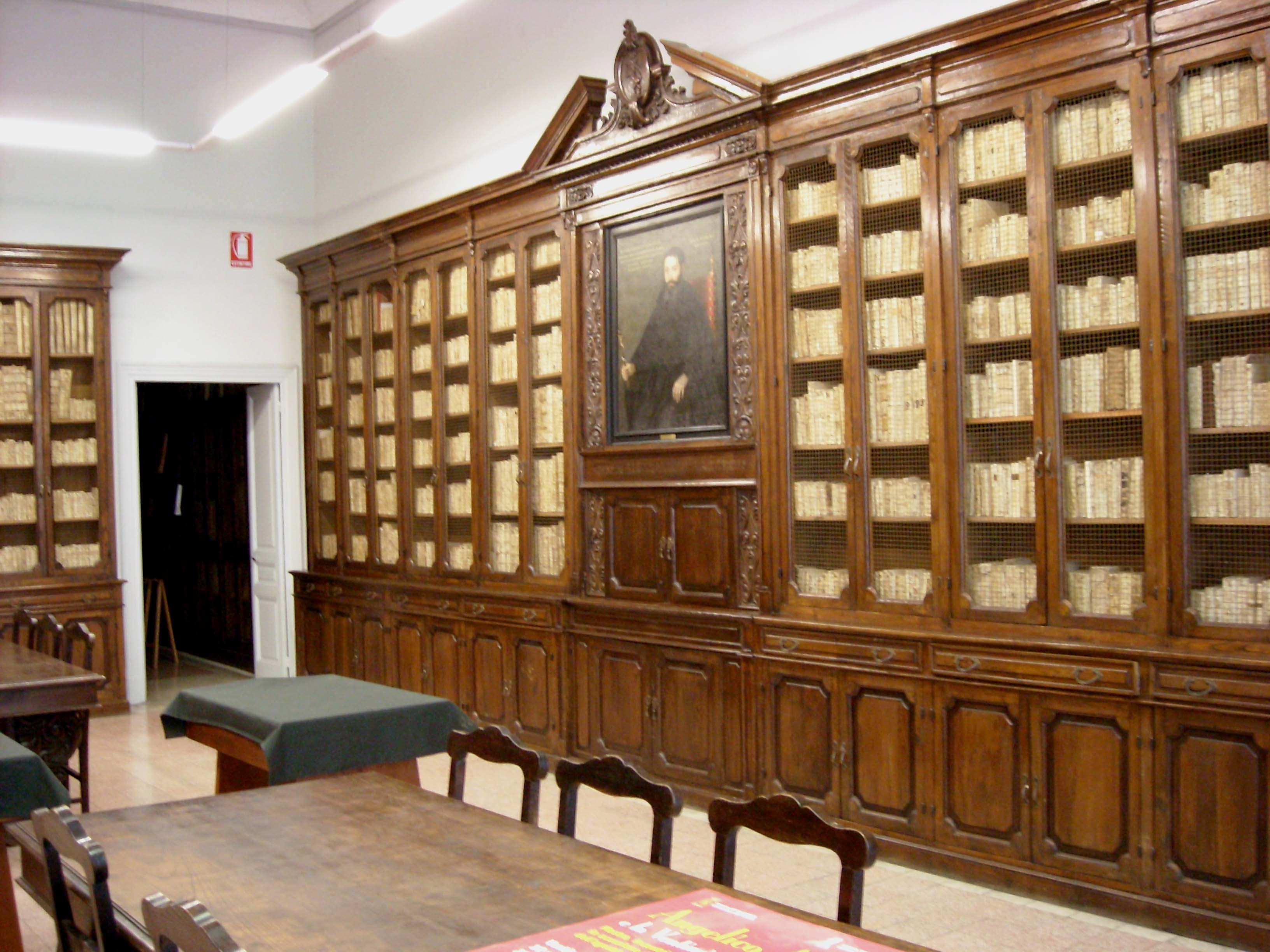
La "sala del Fondo antico" della biblioteca civica Aprosiana

### Istruzione

#### Biblioteche
- Biblioteca civica Aprosiana, fra le più antiche biblioteche italiane:
  - Via Garibaldi (ospita il Fondo antico e parte del moderno);
  - Via Cavour 61 (sede distaccata, ospita 8 000 volumi del Fondo moderno).
- Archivio di Stato.

#### Scuole
Ventimiglia è sede dei seguenti istituti scolastici:
- Liceo Statale "Angelico Aprosio"
  - Scientifico tradizionale - Scientifico Esabac - Linguistico - Ginnasio - Classico
- Istituto Statale "Enrico Fermi"
  - Geometri - Ragioneria - Turismo
- Istituto Professionale Statale "Marco Polo"
  - Commerciale/Aziendale - Turistico
- Centro di formazione professionale ENAIP
  - Elettricisti - Parrucchieri
- Scuole Francesi
- Centro Formazione Adulti "Biancheri-Cavour" (Centro Studi)
- Università della Terza Età "Unitre"

#### Musei

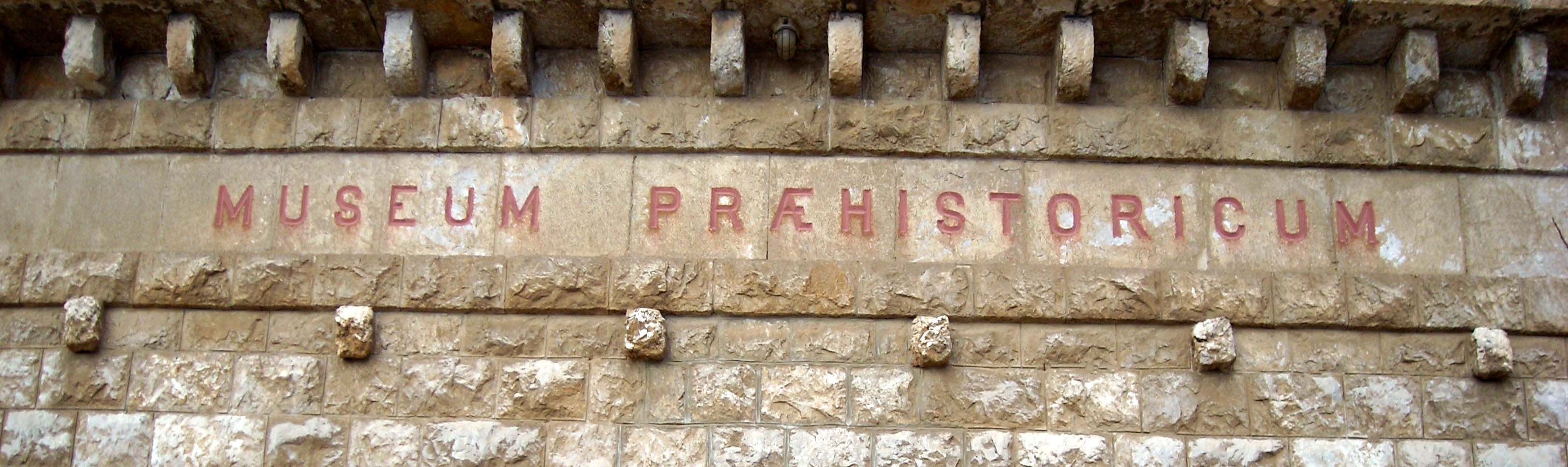
Iscrizione del Museum Praehistoricum

- Museo vecchio e museo nuovo preistorico dei Balzi Rossi, presso le grotte.
- Museo civico archeologico "Girolamo Rossi", presso la fortezza dell'Annunziata.
- Antiquarium, piccolo museo annesso agli scavi romani.
- Museo di villa Hanbury, all'interno dei giardini omonimi.

### Media

#### Stampa
- La Voce Intemelia, mensile a diffusione locale.

#### Radio
- Radio Intemelia.
- Radio International.
- Radio Relax International.

### Teatro
A Ventimiglia ha sede una compagnia teatrale dialettale, la Cumpagnia d'u Teatru Ventemigliusu (sezione della Cumpagnia d'i Ventemigliusi).

### Musica
Ventimiglia è sede del coro polifonico "Città di Ventimiglia" e della corale in costume "Cumpagnia cantante" (sezione della Cumpagnia d'i Ventemigliusi).
Ventimiglia ha anche all’attivo tuttora la sua storica banda musicale, con una continuità rara nel panorama musicale bandistico: la Banda Musicale “Città di Ventimiglia”, infatti, venne fondata nel 1853.
Nel 2009 viene fondata l'orchestra filarmonica giovanile "Città di Ventimiglia".

### Cucina e vini
- Piatti a base di pesce:
  - u buiabasciu: zuppa di pesce;

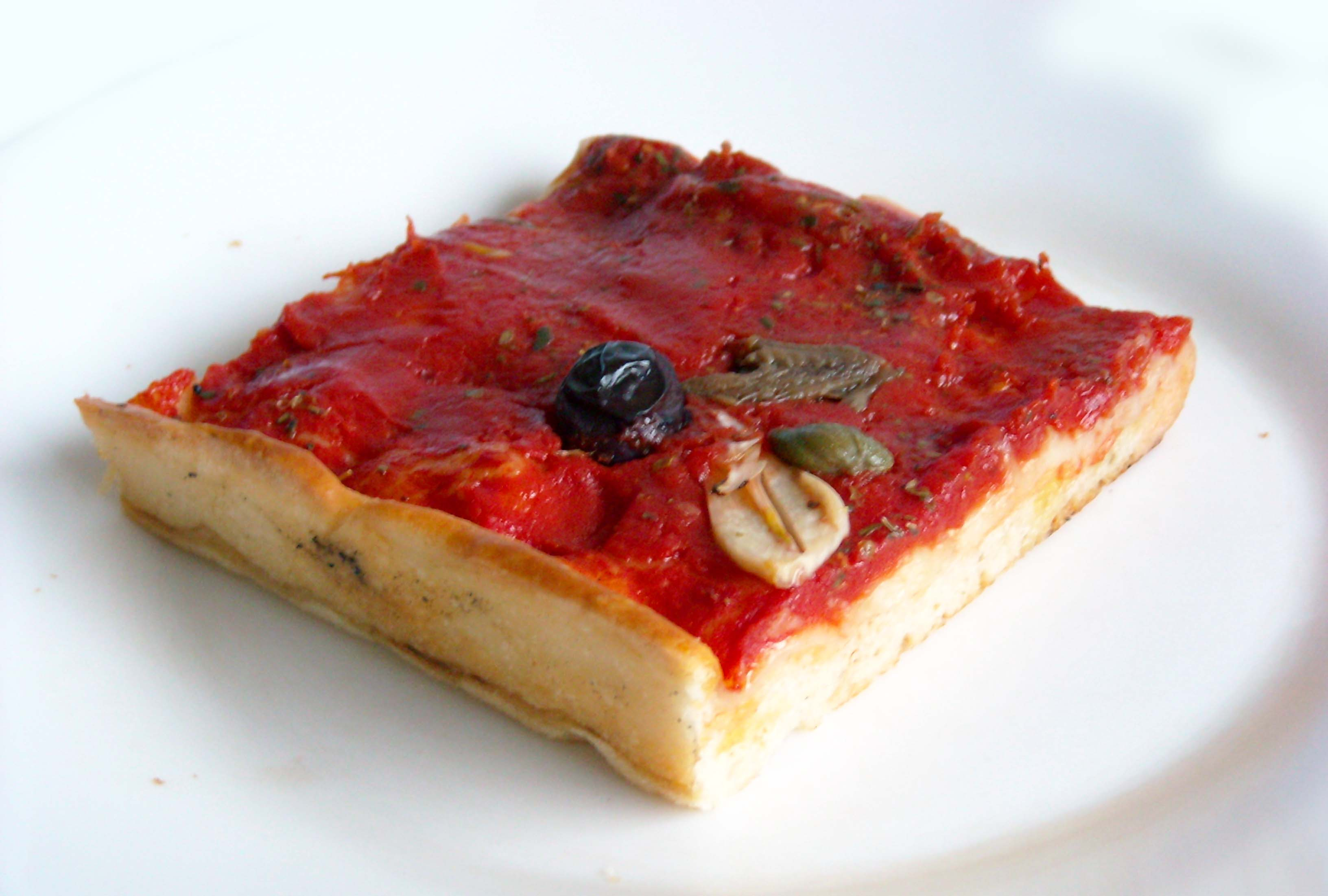
La Pisciadela

  - u brandacuiun: a base di stoccafisso mantecato, olio EVO, olive e prezzemolo;
  - anciue cine: acciughe ripiene di verdura, a due a due e fritte;
  - l'orata alla ventimigliese.
- Piatti a base di carne:
  - u cuniu in scivé: il coniglio in salmì o 'cun e aurive' con le olive taggiasche;
  - a crava e faiscioei: stufato di capra con fagioli bianchi di Pigna;
- Piatti a base di verdura:
  - i ravioei de buraije: ravioli ripieni di borragine;
  - i barbagiuai: ravioli ripieni di zucca, brussu (crema di formaggio di capra e olio EVO), fritti nell'olio;
  - la torta verde (con ripieno a base di bietole e, o zucchine, o carciofi o zucca);
  - i farsii: le verdure farcite (cipolle, fiori di zucca, melanzane, peperoni, zucchine) a bocconcini, ripiene e cotte al forno o fritte;
  - u cundiiun il condiglione: una insalata con pomodoro, basilico, olio EVO, olive taggiasche e sale;
  - a pisciadela: una pizza al taglio, condita con salsa di pomodoro e cipolla, olive taggiasche, filetti di acciuga e spicchi d'aglio.
- fra i dolci:
  - i fresciœi: frittelle di mela spruzzate di acqua di fiori di arancio amaro e zucchero;
  - e castagnole: dolcetti a base di farina, cacao, caffè, zucchero, cannella, ed una glassa con acqua di fiori di arancio amaro e zucchero;
  - u castagnun: il castagnaccio (farina di castagne, uvetta, pinoli, olio EVO);
  - e pansarole;
  - e bane: dolcetti di pasta frolla e nocciole.

#### Vini
- rossi: il Rossese della Riviera Ligure e il Rossese di Dolceacqua.
- bianchi: il Vermentino e il Piematun di Latte.

### Eventi

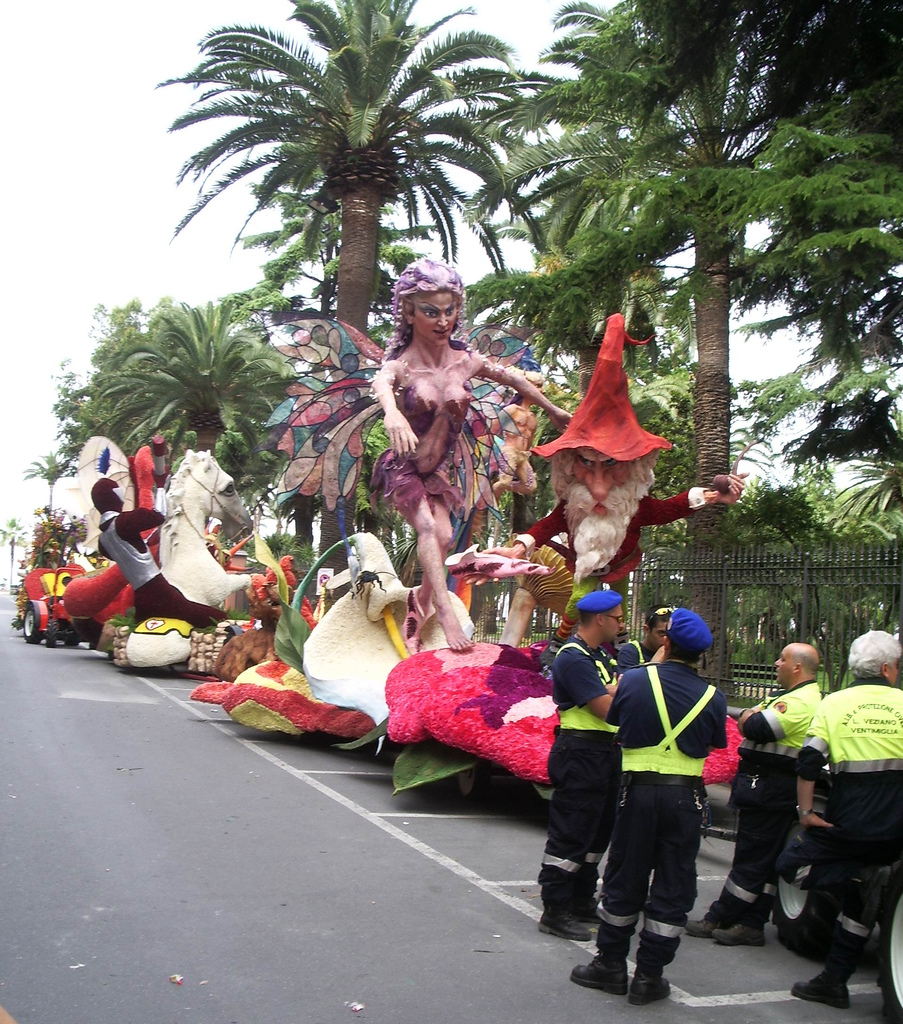
I carri fioriti

- Battaglia di Fiori: distinta dagli altri corsi fioriti, è divisa in due giornate: al sabato sera una sfilata di carri allegorici in fiore seguita da una notte bianca con balli e musiche locali ed internazionali, e alla domenica pomeriggio la battaglia vera e propria, con lancio di fiori dai carri verso il pubblico e viceversa (seconda metà del mese di giugno).
- "Agosto Medievale", corteo storico e regata di gozzi (6-14 agosto), si svolge ogni anno dal 1977.
- Festa patronale di san Secondo, il 26 agosto, con la caratteristica regata dei gozzi.
- Notte bianca (tra giugno e luglio).
- "Maxy tuning", raduno di auto elaborate e veicoli d'epoca.
- "Straventimiglia", maratona cittadina.
- Finale regionale del concorso Miss Italia.

#### Manifestazioni commerciali
- Mercato settimanale del venerdì, uno tra i principali mercati ambulanti di tutta Europa, per merce, estensione e frequentatori.
- "Desbaratu", giornata commerciale con intrattenimenti (prima domenica di agosto).
- "Shopping sotto le stelle", appuntamento serale con negozi aperti e punti musicali ricreativi.
- "Brocante", mercatino delle pulci e dell'antiquariato.

### Il Corsaro Nero
Nel suo celebre romanzo, Emilio Salgari non descrive propriamente la città, ma l'eroe eponimo, il Corsaro Nero, viene proprio da Ventimiglia. Il Cavaliere Emilio di Roccanera (o Roccabruna), signore di Ventimiglia e di Valpenta, è il protagonista dei primi due romanzi del ciclo de I corsari delle Antille, ossia Il Corsaro Nero e La regina dei Caraibi.
Per creare la figura del Conte di Ventimiglia, sembra che Salgari si sia ispirato al realmente esistito Capitan Romero, corsaro operante nel Mediterraneo, alle azioni di Salagro e Luchino, due corsari della nobile famiglia dei marchesi Di Negro.

## Geografia antropica

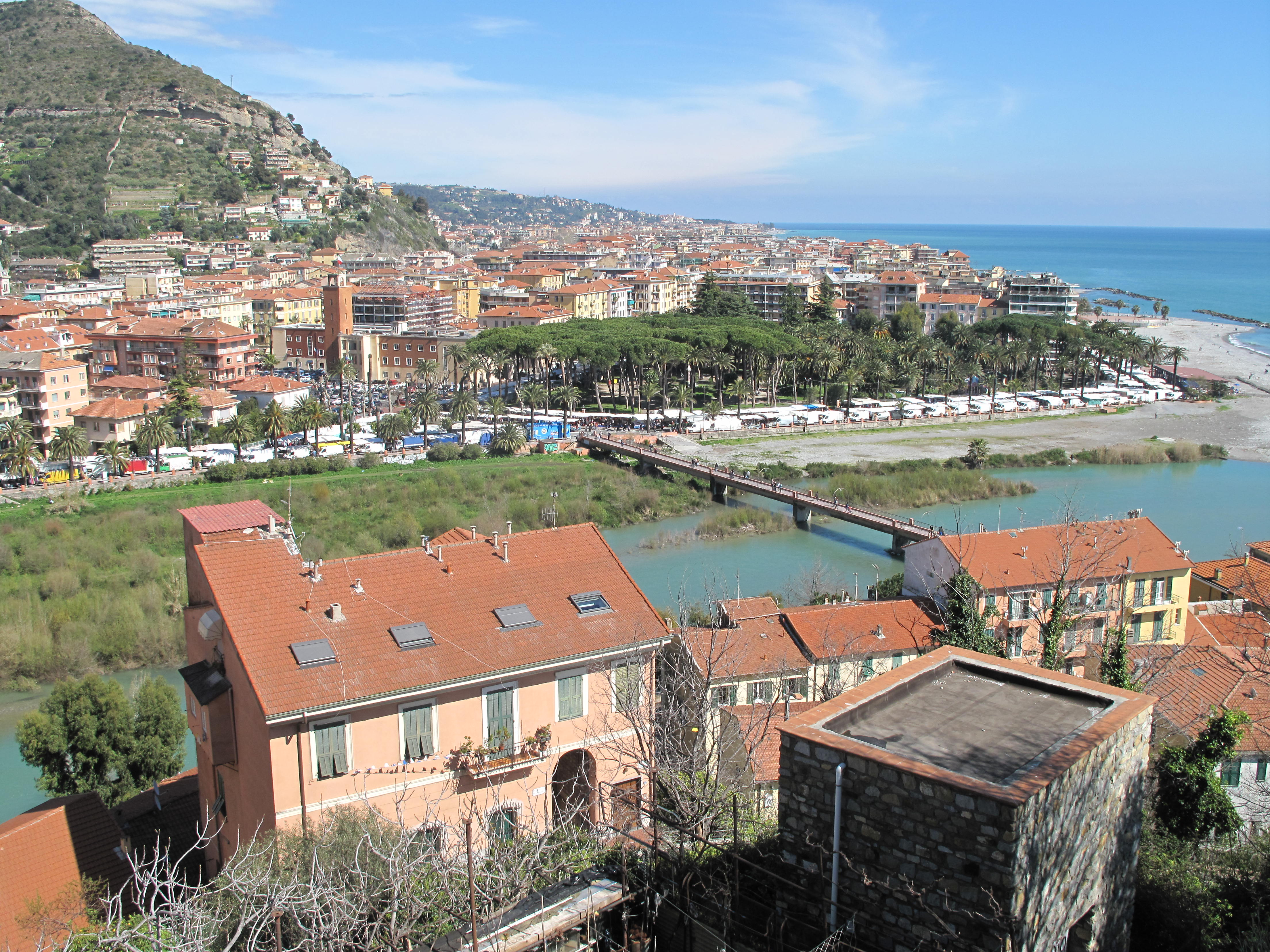
La parte più moderna della città intemelia dal centro storico di Ventimiglia Alta

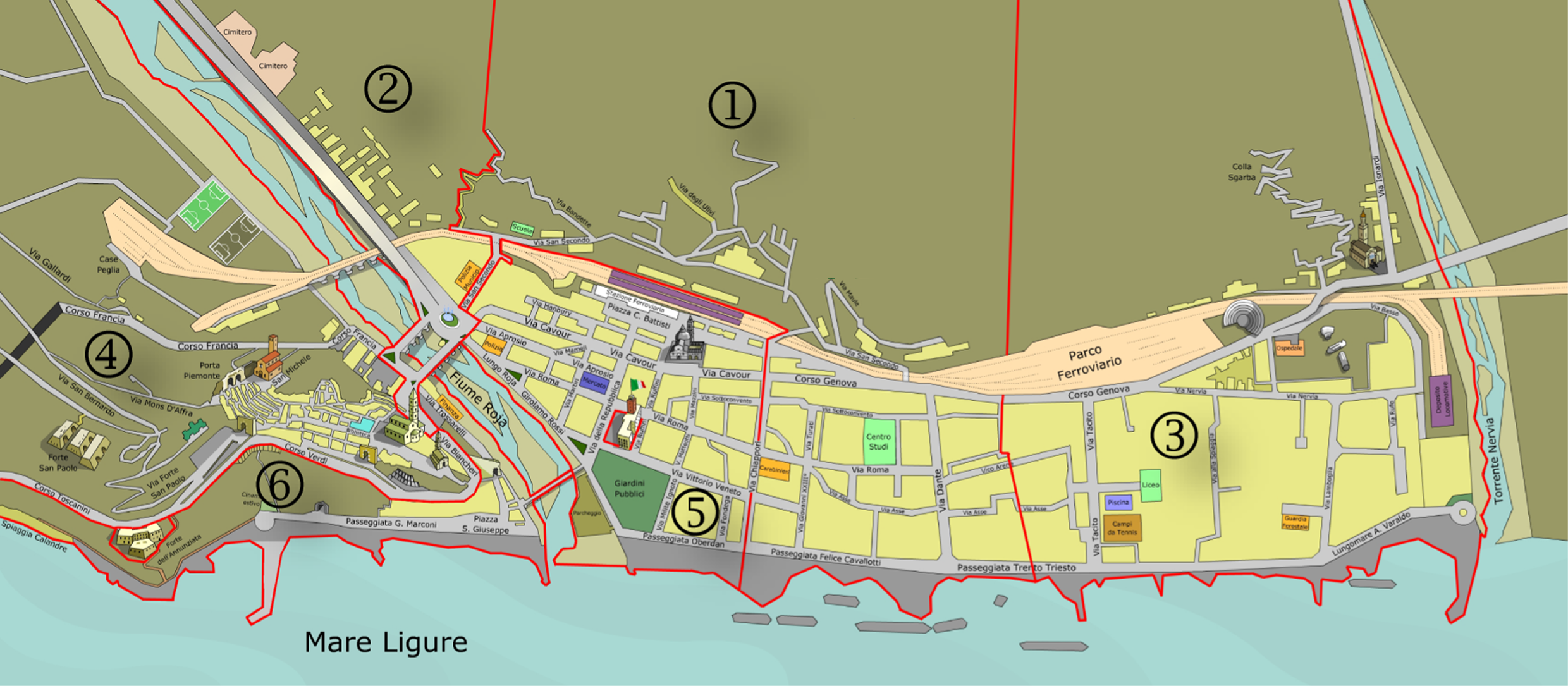
Ventimiglia e i suoi Sestieri

Il territorio comunale è costituito, oltre al capoluogo, dalle frazioni di Bevera, Calandri, Calvo, Carletti, Grimaldi Inferiore, Grimaldi Superiore, Latte, Mortola Inferiore, Mortola Superiore, Porra, Roverino, Sant'Antonio, San Bernardo, San Lorenzo, Sealza, Torri, Trucco, Varase, Verrandi, Villatella, Ville per una superficie territoriale di 53,73 km². La circoscrizione comunale di Ventimiglia conta inoltre 13 quartieri cittadini (due delle quali ex frazioni), oltre a numerose località minori comunali, raggruppate convenzionalmente in sei delegazioni.
Confina a nord con i comuni di Olivetta San Michele, Airole e Dolceacqua, a sud è bagnato dal mar Ligure, ad ovest con i comuni francesi di Castellar e Mentone, ad est con Dolceacqua e Camporosso.

### Delegazioni e quartieri urbani
Le delegazioni sono:
1. Città
È a sua volta ripartita in 13 quartieri, comprendenti al loro interno una o più zone urbanistiche. Da ponente a levante:
  - Ville (unità urbanistiche di Ville Inferiori e Calandri Inferiori, entrambe ex frazioni);
  - Marina San Giuseppe (unità urbanistiche di Scoglietti e Sestiere Marina);
  - Ventimiglia Alta (unità urbanistiche di Peidaigo e Centro Storico, quest'ultima organizzata nei tradizionali sestieri Piazza, Borgo, Campo, Lago, Oliveto);
  - Borgo;
  - Peglia;
  - Gallardi (unità urbanistiche di Gallardi, Sant'Anna e Frati Maristi);
  - Roverino (unità urbanistiche di Roverino e Roverino Vecchia, ex frazione);
  - Gianchette;
  - San Secondo (unità urbanistiche di Madonna delle Virtù, San Secondo e Siestro);
  - Centro Città (nato dell'espansione dell'antico sestiere Cuventu);
  - Centro Studi;
  - Le Logge;
  - Nervia (unità urbanistiche di Nervia, Collasgarba e Biscione).
2. Val Roja
3. Val Bevera
4. Colline di Castel d'Appio
5. Mare Confine
6. Val Latte

## Economia

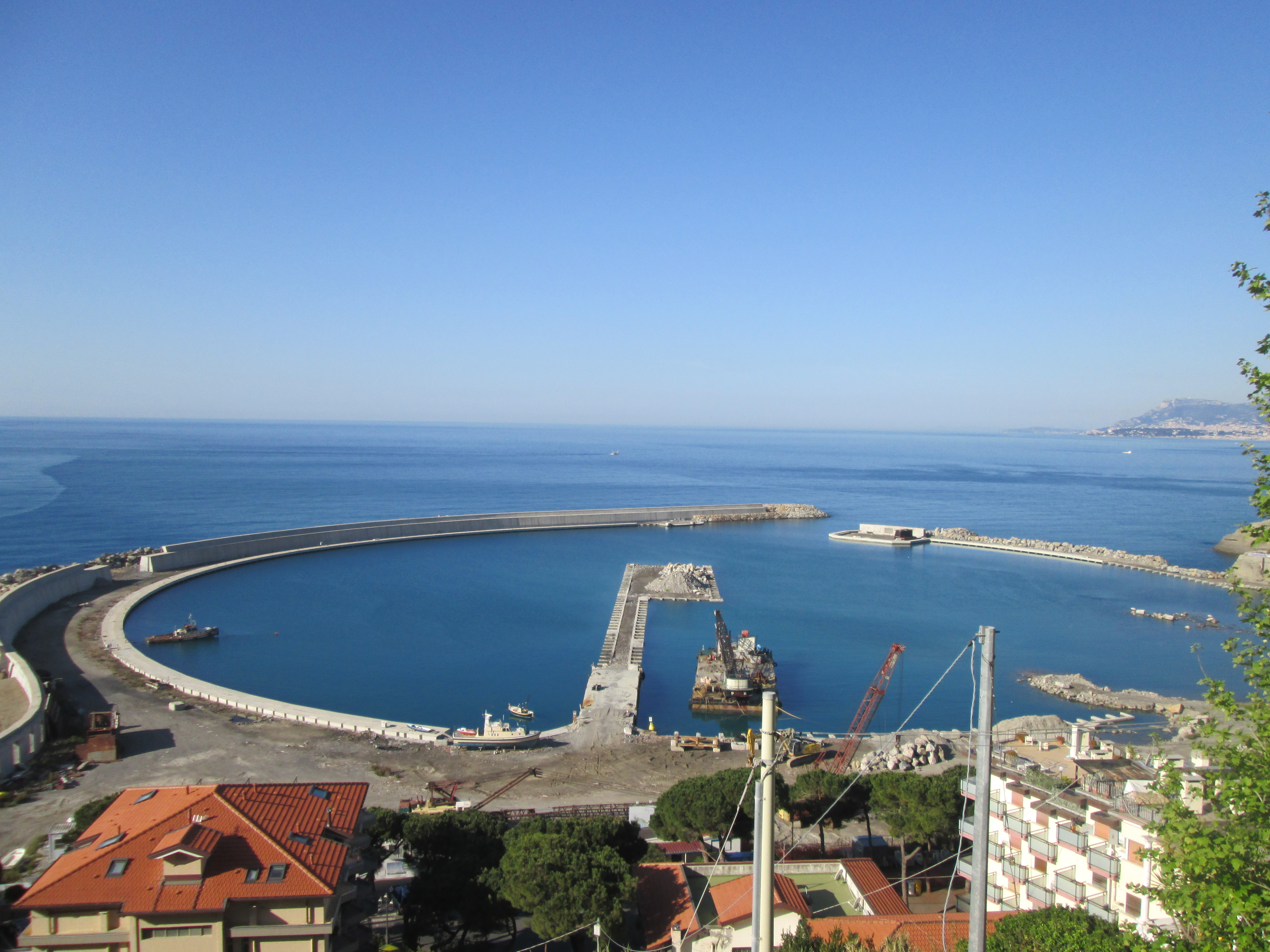
Il porto degli Scoglietti nel 2016, non ancora ultimato.

La principale risorsa del comune è l'attività legata al turismo balneare, alla pesca e alla floricoltura. Oggi l'area Roia-Bevera svolge la funzione di zona industriale della città.
Importanti anche le attività commerciali, legate alla vicinanza della frontiera, rappresentate dai numerosi negozi e dal mercato settimanale del venerdì che richiama, tra gli altri, numerosi visitatori dalla Francia. Molto numerosi sono i ristoranti, bar e pub che si susseguono quasi ininterrottamente sul lungomare cittadino e nelle vie del centro.

## Infrastrutture e trasporti

### Strade
Il territorio di Ventimiglia è attraversato principalmente dalla strada statale 1 Via Aurelia che gli permette il collegamento stradale, ad est, con Camporosso e Vallecrosia, e verso ovest verso il confine di stato con la Francia. Dalla città intemelia origina inoltre la strada statale 20 (il cui tratto iniziale rappresenta una tangenziale, che evita un passaggio a livello e l'attraversamento di Roverino), la quale, risalita la val Roia (per ampio tratto in territorio francese, dove assume la denominazione di RN 204) e oltrepassato il colle di Tenda, conduce a Limone Piemonte, Cuneo e infine a Torino.
Nel 1903 venne istituita la prima linea extraurbana con autobus d'Italia che collegava Ventimiglia a Garessio nel cuneese.
Inoltre è raggiungibile anche grazie al proprio casello autostradale sull'autostrada A10.

### Ferrovie
Sono presenti due stazioni: una stazione ferroviaria internazionale di confine, nel pieno centro cittadino, e la stazione di Bevera presso l'omonima frazione ventimigliese, quest'ultima lungo la linea per Cuneo. Tre linee originano dalla stazione centrale: la linea Genova-Ventimiglia, la linea Cuneo-Limone-Ventimiglia e la linea Marsiglia-Ventimiglia.
La linea ferroviaria per Cuneo, detta anche del Col di Tenda, è considerata una delle più pregevoli, a livello paesaggistico, d'Europa. Da Ventimiglia parte giornalmente un TGV (Train à Grande Vitesse) delle ferrovie francesi con destinazione Parigi.

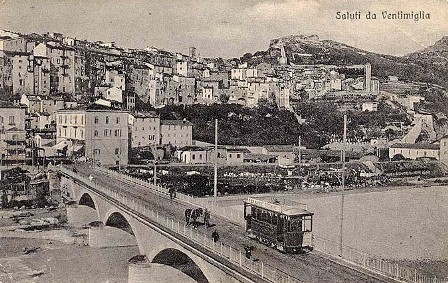
Attraversamento del Roia da parte di un tram (cartolina d'epoca).

### Porti
In località Scoglietti è presente il locale porticciolo turistico - denominato Cala del Forte - i cui lavori hanno interessato l'area tra il 2010 e il 2020; il completamento finale dell'opera è prevista a giugno 2021. L'approdo attualmente può ospitare 178 imbarcazioni, dai 6,5 ai 70 metri di lunghezza.

### Mobilità urbana
Ventimiglia era collegata a Sanremo e Taggia da una lunga linea filoviaria, detta filovia della Riviera dei Fiori. Essa, in città, ricalcava il percorso della preesistente tranvia Ventimiglia-Bordighera; quest'ultima, realizzata dalla Woodhouse & Baillie, società legata alla prima compagnia elettrica della città, la Riviera Electric Supply Company, fu in esercizio dal 1901 al 1936.

## Amministrazione

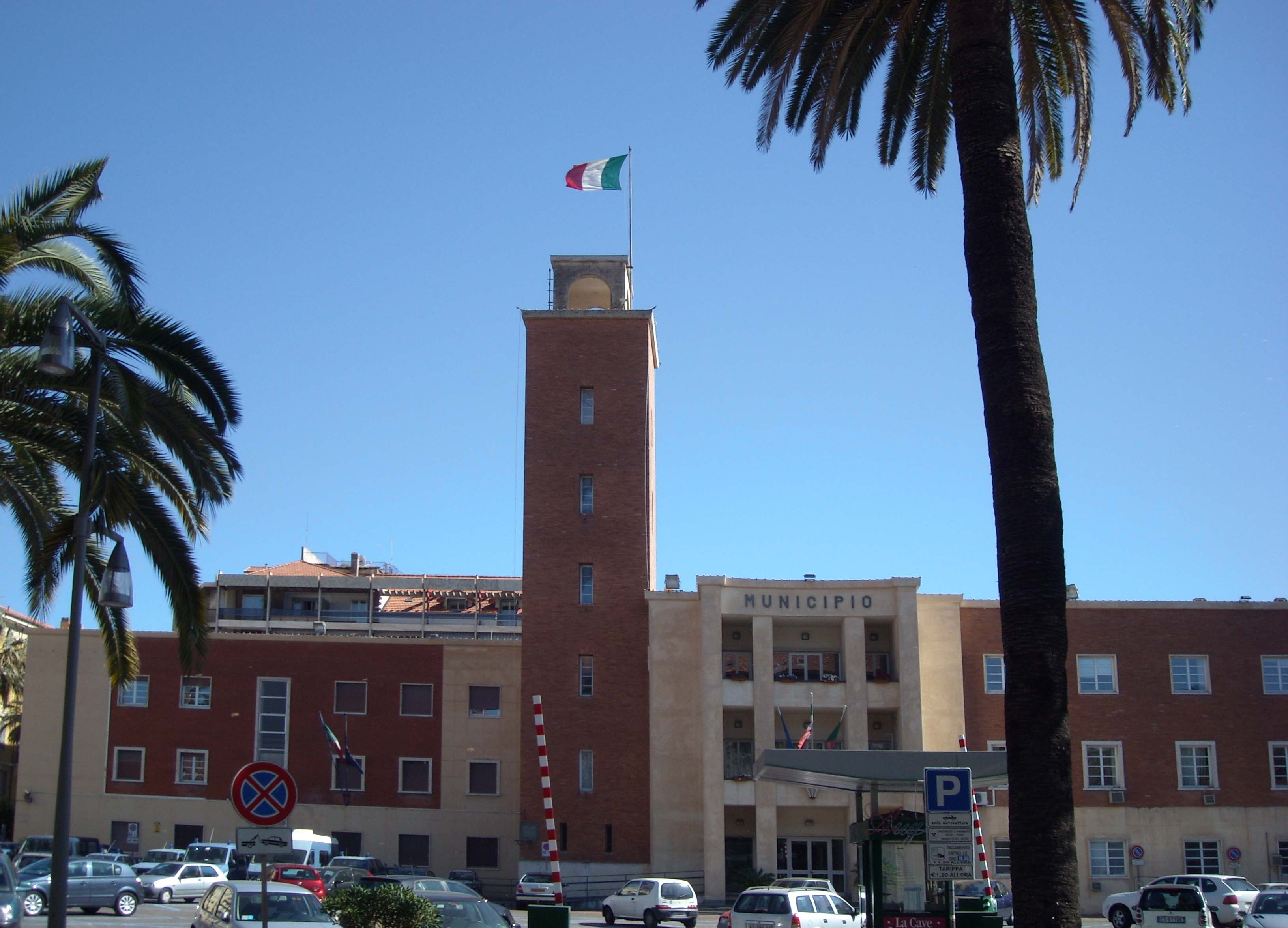
Il municipio

## Sport
Vela
- A.S.D. Circolo Velico Ventimigliese 1936

Stand Up Paddle
- A.S.D. XXMIGLIAinSUP

Canoa e Kayak
- A.S.D. Pianeta Blu Outdoor

Basket
- Sport Club Ventimiglia Basket

Tiro con l'arco
- A.S.D. Archery Club Ventimiglia affiliata FITARCO

Calcio
- A.S.D. Ventimiglia Calcio, militante nel campionato di Promozione.

Judo
- A.S.D. Tsukuri Judo
- A.S.D. Judo Club Ventimiglia.

### Impianti sportivi
- Palasport di Roverino.
- Palestre comunali ex-GIL.
- Stadio comunale "Morel".
- Campo sportivo comunale (Peglia).
- Campi di calcetto (Peglia e Porra).
- Campi da tennis di Peglia.
- Campo di tiro a volo.
- Bocciodromi di Peglia, Roverino e Gianchette.
- Piscina "La Caletta".
- Circolo Velico Ventimigliese (Nervia).
- Punto surfistico delle Calandre.